# Martin-Luther-Kirche (Cobstädt)

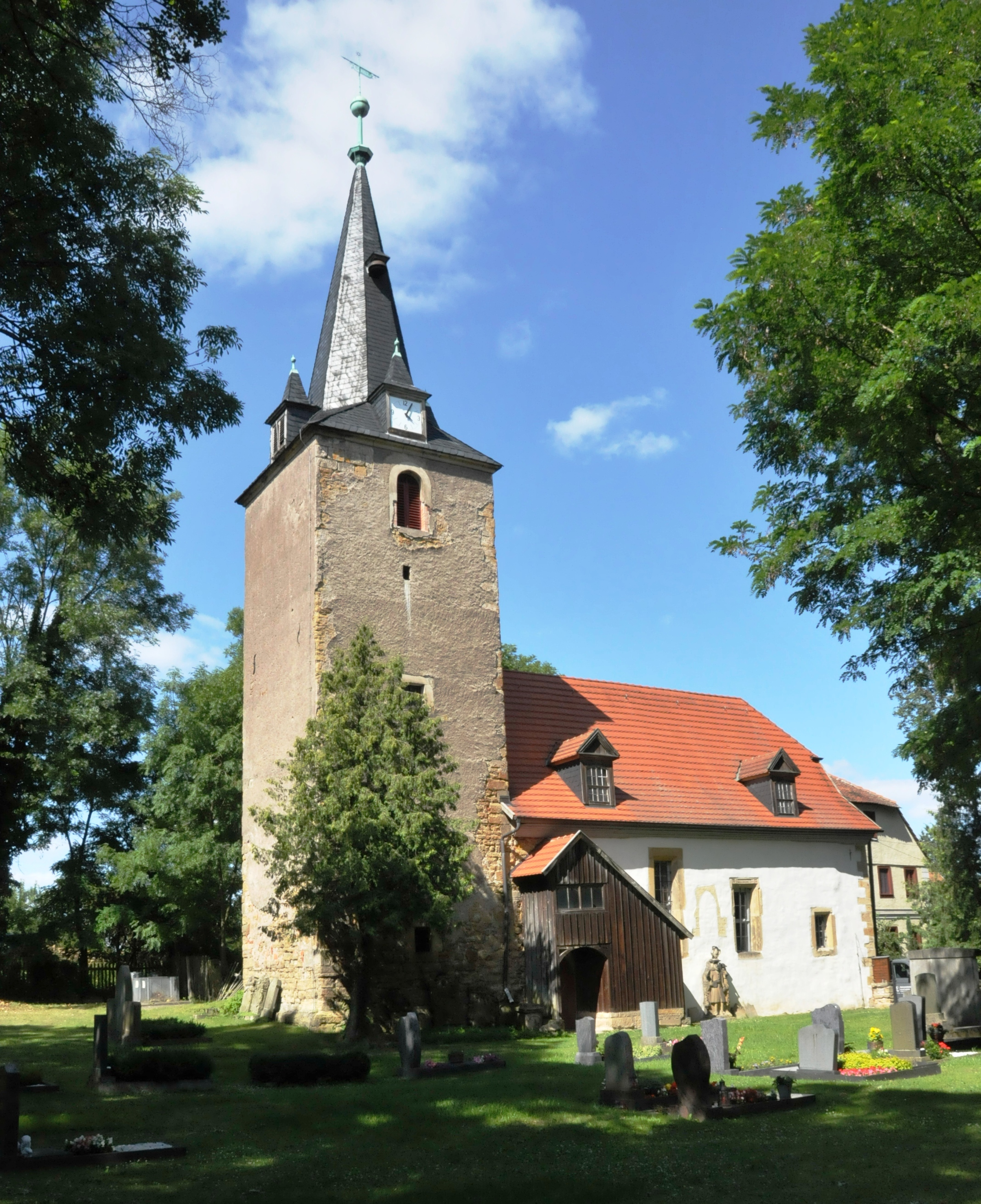
Cobstädter Kirche von Südwest, Juni 2017

Die Martin-Luther-Kirche ist die evangelische Kirche in Cobstädt. Sie erhielt ihren Namen im Jahr 2024. Die Kirchengemeinde gehört zum Kirchengemeindeverband Seebergen im Kirchenkreis Gotha der Evangelischen Kirche in Mitteldeutschland.

## Geschichte
Sie entstand aus einer Kapelle, die nach der Reformation erweitert und zu einer Kirche umgewandelt wurde. Beck schreibt, dass nicht bekannt war, wem die Kirche geweiht war. Das bedeutet jedoch nicht, dass die Kapelle/Kirche nicht auch einen Namen, z. B. eines Heiligen hatte. Der Schlussstein der Rundbogentür an der Ostseite zeigt die eingemeißelte Jahreszahl 1653. Ein kopfstehend eingelassener Pfostenstein der gleichen Tür trägt die Jahreszahl 1568 und stammt vermutlich von der Vorgängerkapelle. Zudem sind unter der Jahreszahl (kopfüber: über der Zahl) die Buchstaben C S eingeritzt, eine Deutung ist derzeit nicht vorhanden, möglicherweise handelt es sich um die Initialen eines Maurers, des Bauherrn oder Architekten der Kapelle.
Der erste evangelische Gottesdienst wurde von einem Pfarrer Andreas Wiegand im Jahre 1540 abgehalten, also noch in der Vorgängerkirche. Die Priester wohnten in den Häusern rund um die Kirche, die während des Bauernkriegs 1525 von den wütenden Bauern niedergebrannt wurden. Die zitierte Quelle enthält eine Liste von 21 Pfarrern, die in der Zeit von 1540 bis 1856 die Pfarrei geleitet haben. Als Pfarrbesoldung wurden bezahlt: 42 Rthlr. (Reichstaler) in bar, 181 Rthlr. Grundstücksertrag, 43 Rthlr. Holz, 13 Rthlr. Früchte, 6 Rthlr. Accidenzien, 30 Rthlr. Wohnung. Das Kirchenvermögen betrug 5195 Rthlr., davon 1800 Rthlr. Grundstückswert.

### Aktuelles
Nachdem der Kirchturm, bisher im Besitz der Gemeinde, vom Kirchengemeindeverband erworben werden konnte, wurden im Juli und August 2017 einige Reparaturarbeiten vorgenommen: So z. B. eine Restauration der Lamellen in einer Klangarkade, Reparatur des Uhrwerks mit Erneuerung des Ziffernblatts, Säuberung, vordere Öffnung und hinterer Verschluss der Eulenluke. Am 19. August 2017 erfolgte eine gründliche Reinigung der Kirche mit der Ausräumung des Turmzimmers, der Wiederherstellung der Begehbarkeit der zweiten Empore und diversen Arbeiten im Glockengestühl. Die Ergebnisse wurden am 3. September 2017 in einem "Tag der Offenen Kirchentür" unter Anteilnahme zahlreicher Gäste aus dem Dorf und dem Umland gebührend gefeiert. Im Mai 2024 erhielt die Martin-Luther-Kirche bei einem Festgottesdienst mit Regionalbischof Tobias Schüfer ihren Namen.

### Jahreszahlen
Die Kirche zeigt in den Tür- und Fensterumrahmungen verschiedene Jahreszahlen:
- Ein Mauerstein neben dem Emporenaufgang an der Südwand der Kirche trägt die Gravur "C" und ein Kreuz. Ein Dorfchroniker deutete dies als Jahresangabe "100 n. Chr.". Sollte dies stimmen, so wäre dies der älteste datierbare und verbaute Mauerstein in der Kirchenmauer.
- 1580 ist früheste genannte Jahreszahl. Sie ist eingraviert im Schlussstein der oberen Emporenpforte auf der Südseite.
- 1582 ist im Fenstersturz eines Fensters in der Südwand eingemeißelt.
- 1653 sind die Jahreszahlen, die in den Schlusssteinen der Pforte in der Ostwand eingemeißelt sind.
- 1653 ist auch in die beiden Schlusssteine der unteren Pforte an der Südseite eingraviert.
- 1653 befindet sich auch auf dem Schlussstein der Rundbogentür im Süden des Langhauses.
- 1568 ist ein Sonderfall: Diese Jahreszahl steht auf einem Stein der Südpforte. Er ist kopfstehend eingemauert und stammt vermutlich von der Vorgängerkapelle.

Man kann daher davon ausgehen, dass die Kapelle zwischen 1568 und 1580 zur Kirche erweitert wurde. Der erwähnte erste Gottesdienst muss demzufolge noch im Vorgängerbau stattgefunden haben.
Verschiedene Funde lassen vermuten, dass an der Stelle der Kirche vorher ein Schloss oder eine Burg gestanden hat, deren Steine später beim Bau der Kirche Verwendung gefunden haben.

## Kirchenschiff

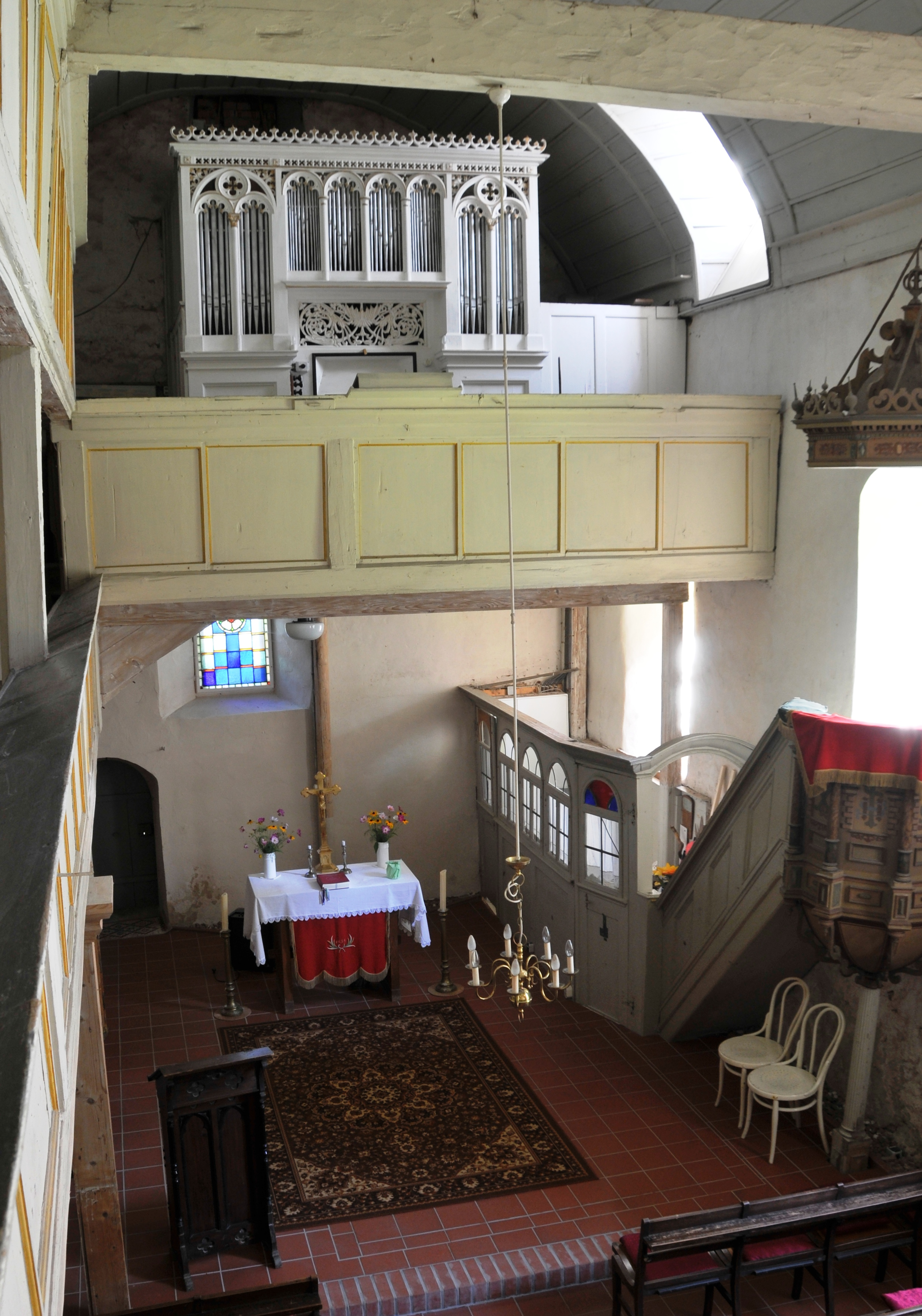
Kircheninneres

Chor und Langhaus bilden ein Rechteck von 15,8 × 7,9 m, also genau im Verhältnis 2:1. Die Kirche ist in Ost-West-Richtung ausgerichtet (geostet). Das bedeutet, dass der Altar/der Chor am Ostende der Kirche steht. Somit fällt das erste Licht der aufgehenden Sonne während des Frühgottesdienstes auf den Altarbereich. Hier, in der Ostwand, ist daher auch das große Kirchenfenster mit der Lutherrose. 1957 wurde das gesamte Kirchendach einschließlich Dachbalken mit einem Kostenaufwand von 16.000 Mark erneuert und mit Biberschwänzen gedeckt. Nachdem auch das Innere "ein neues Kleid" erhalten hatte, wurde die Kirche am 3. November 1957 durch den Superintendenten Pabst geweiht.

### Ausstattung
Fenster und Türen weisen auf verschiedene Entstehungszeiten hin. Die Spitzbogentür innen vom Langhaus zum Turm ist gotisch, sie könnte also vom Vorgängerbau stammen. An der Südseite sind drei rechteckige und ein kleines spitzbogiges Fenster. Dieses ist teilweise vom Emporenaufgang verdeckt. Von den drei anderen weist das mittlere eine spätgotische (um 1500) Verzierung des Sturzes auf.
Ein Rundfenster links oben an der Ostseite (heute zugemauert und verputzt) war der Rest des romanischen Vorgängerbaues.
1874 wurde der Altarraum neu gefirnist und der Taufstein neu angemalt durch den Gothaer Maler Wachsmuth. Der Taufstein erhielt in jenem Jahr auch seinen ständigen Standplatz, wo er noch heute steht. Frau Fröbing, die Frau des damaligen Gastwirts der Gemeindeschenke, ließ die Fenster der Sakristei mit weißen Vorhängen versehen, desgleichen den Aufgang zur Kanzel mit derbem, grünen Stoff.
1895 erfuhr das Kirchenschiff eine Verschönerung: Sämtliche Innenwände wurden mit Leimfarbe gestrichen, außerdem gab es noch einige andere Verbesserungen. Im Jahre 1896 wurde das Langhaus äußerlich instand gesetzt. „Der untere Teil, wo der Kalkbewurf größtenteils abgefallen war, wurde mit Zementmischung verputzt.“
An einem Holzpfosten in Altarnähe ist ein Vortragekreuz angebracht. Das Kirchenschiff beherbergt ein Tonnengewölbe aus dem 17. Jahrhundert.

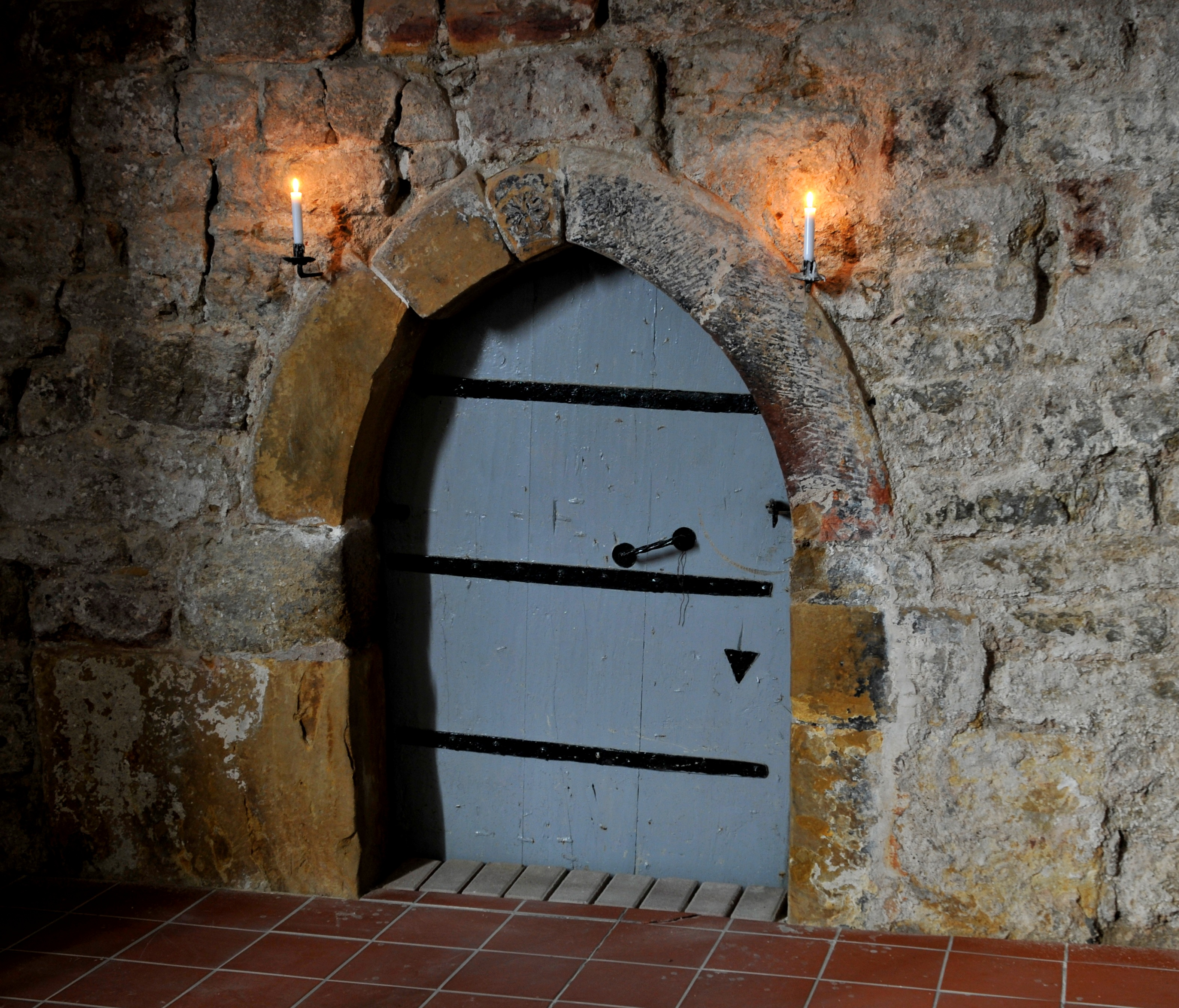
Gotische Spitzbogentür zum Turmzimmer
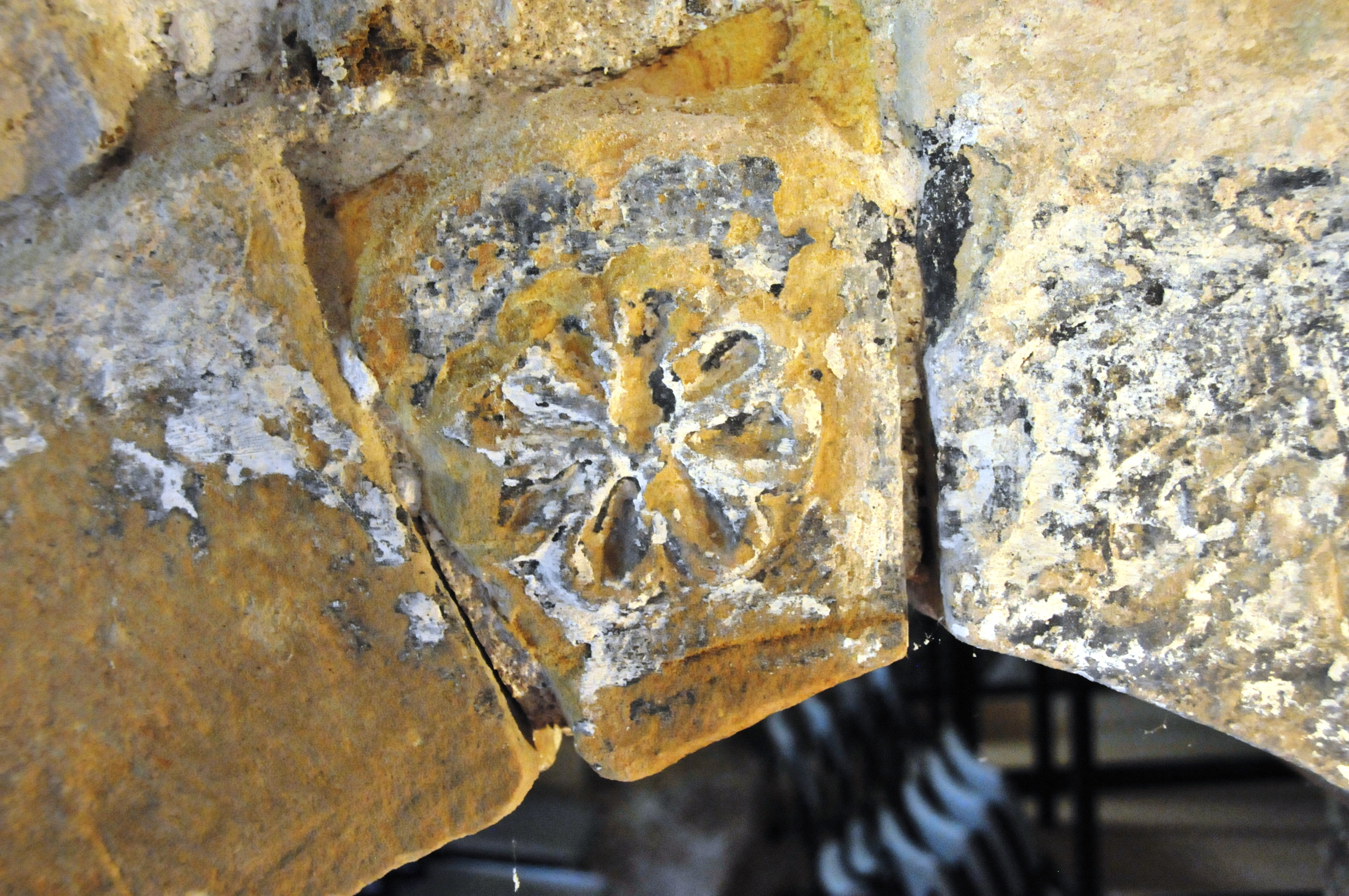
Schlussstein der Turmzimmertür mit ungedeutetem Symbol
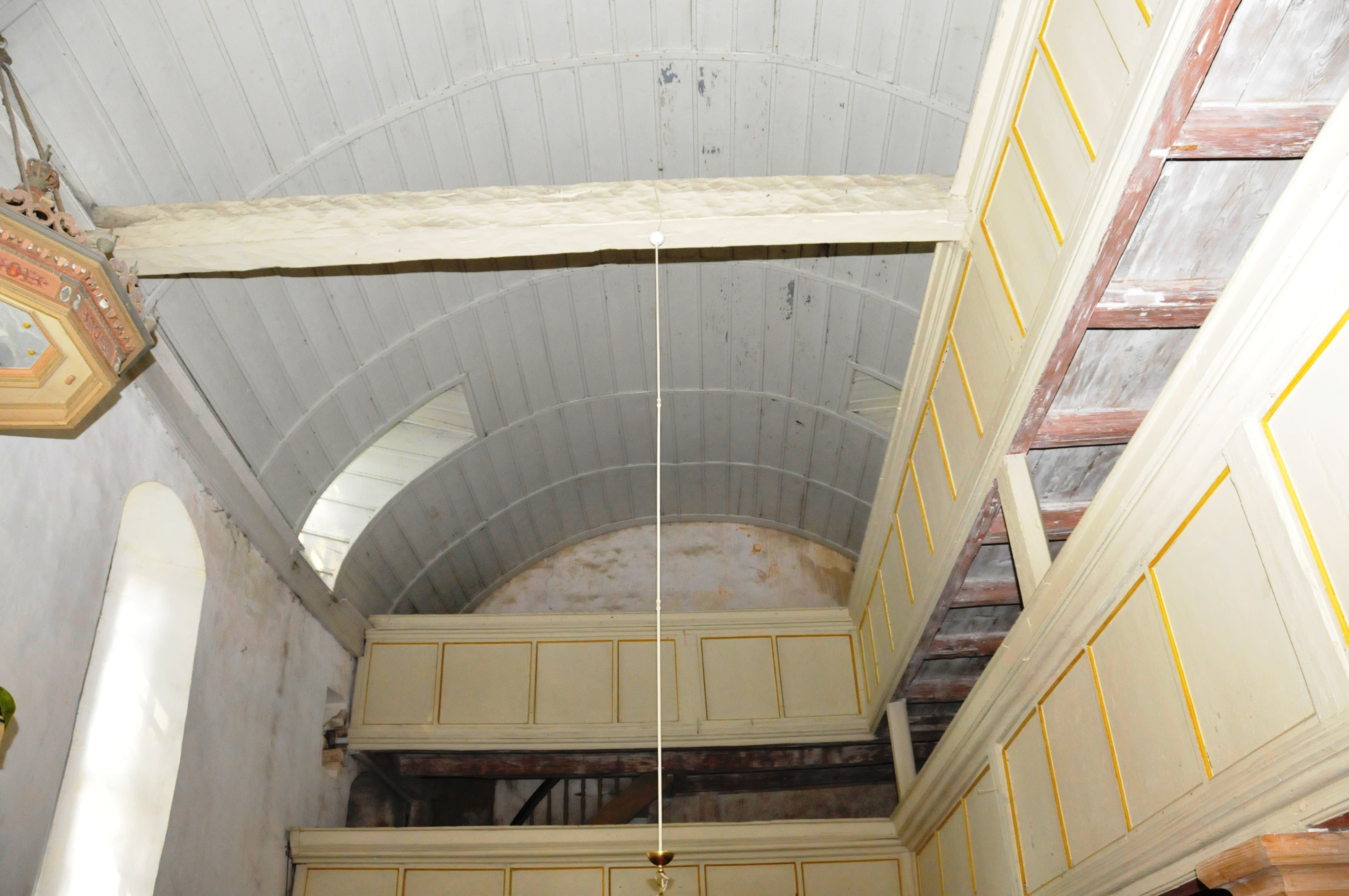
Holzdecke als Tonnengewölbe
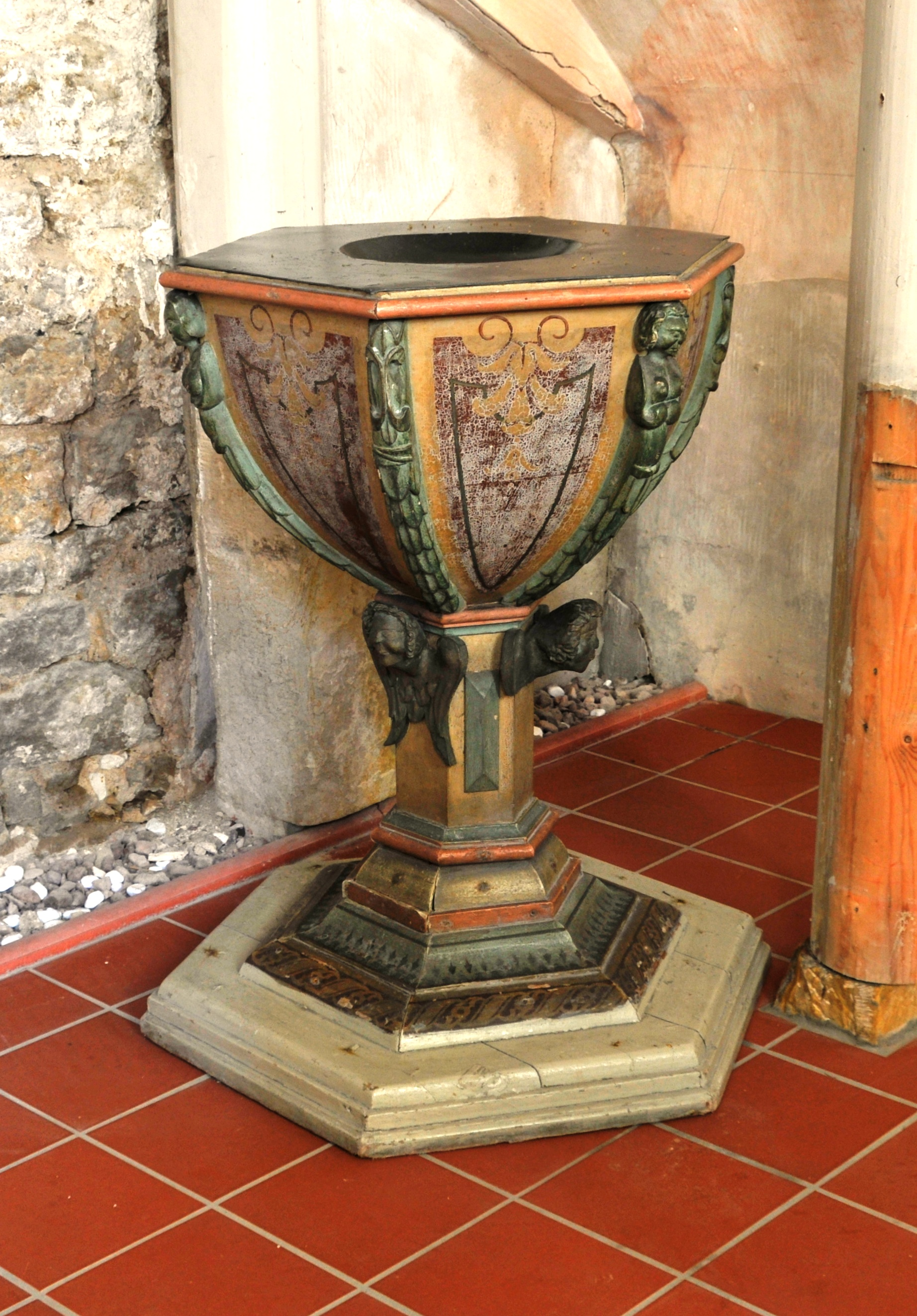
Taufbecken/Weihwasserschale
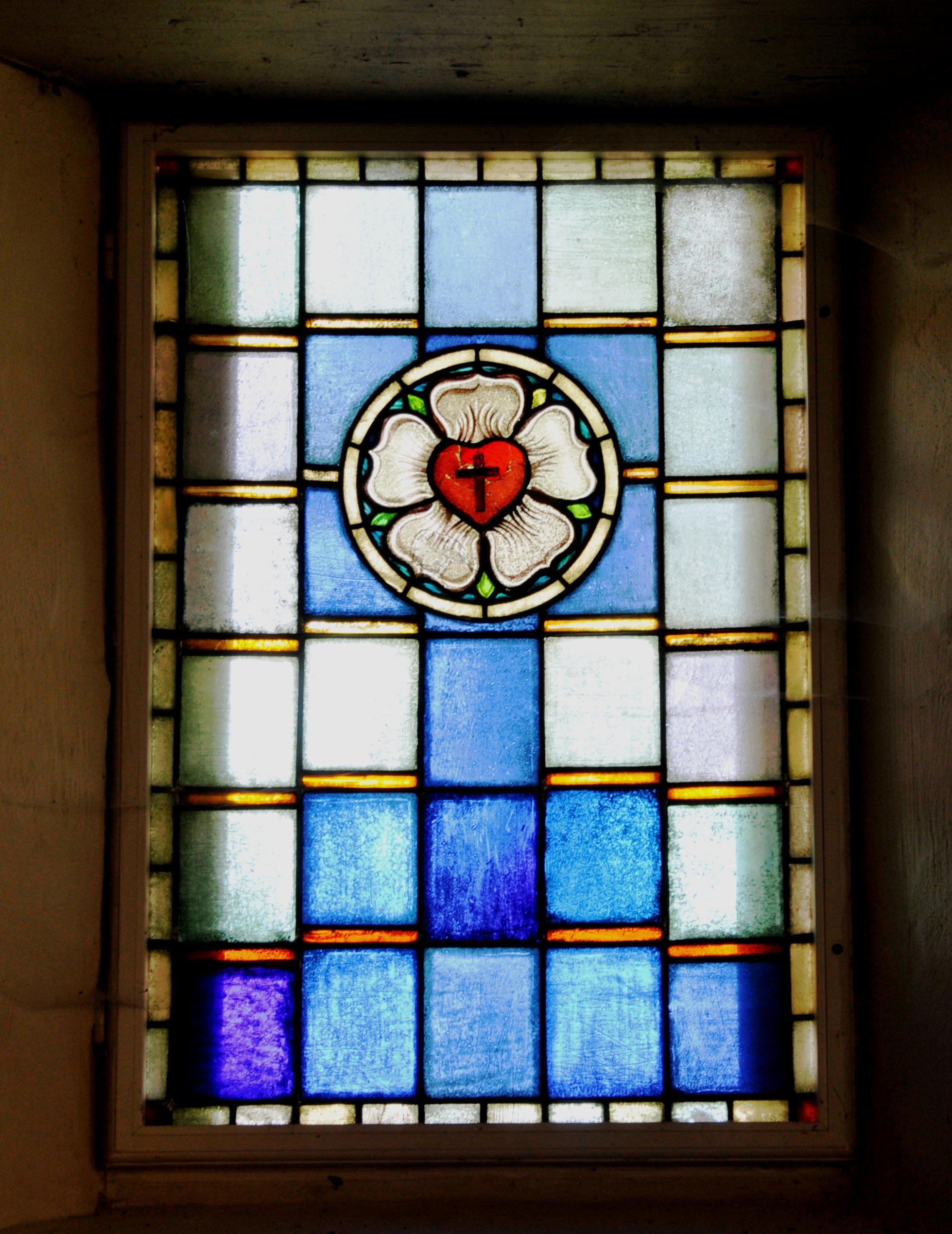
Östliches Kirchenfenster mit der Lutherrose, Symbol evangelisch-lutherischer Kirchen
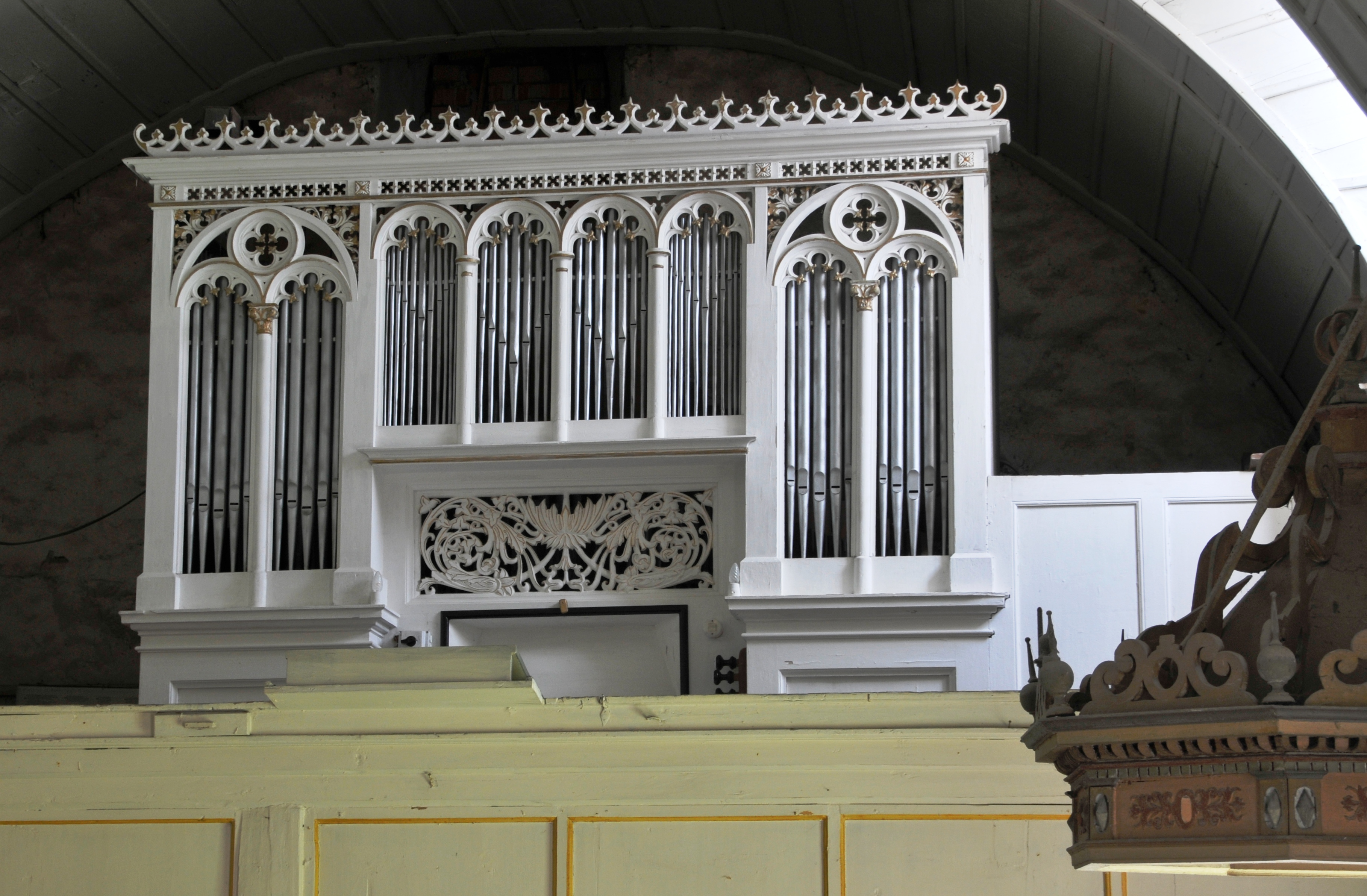
Orgel von 1863
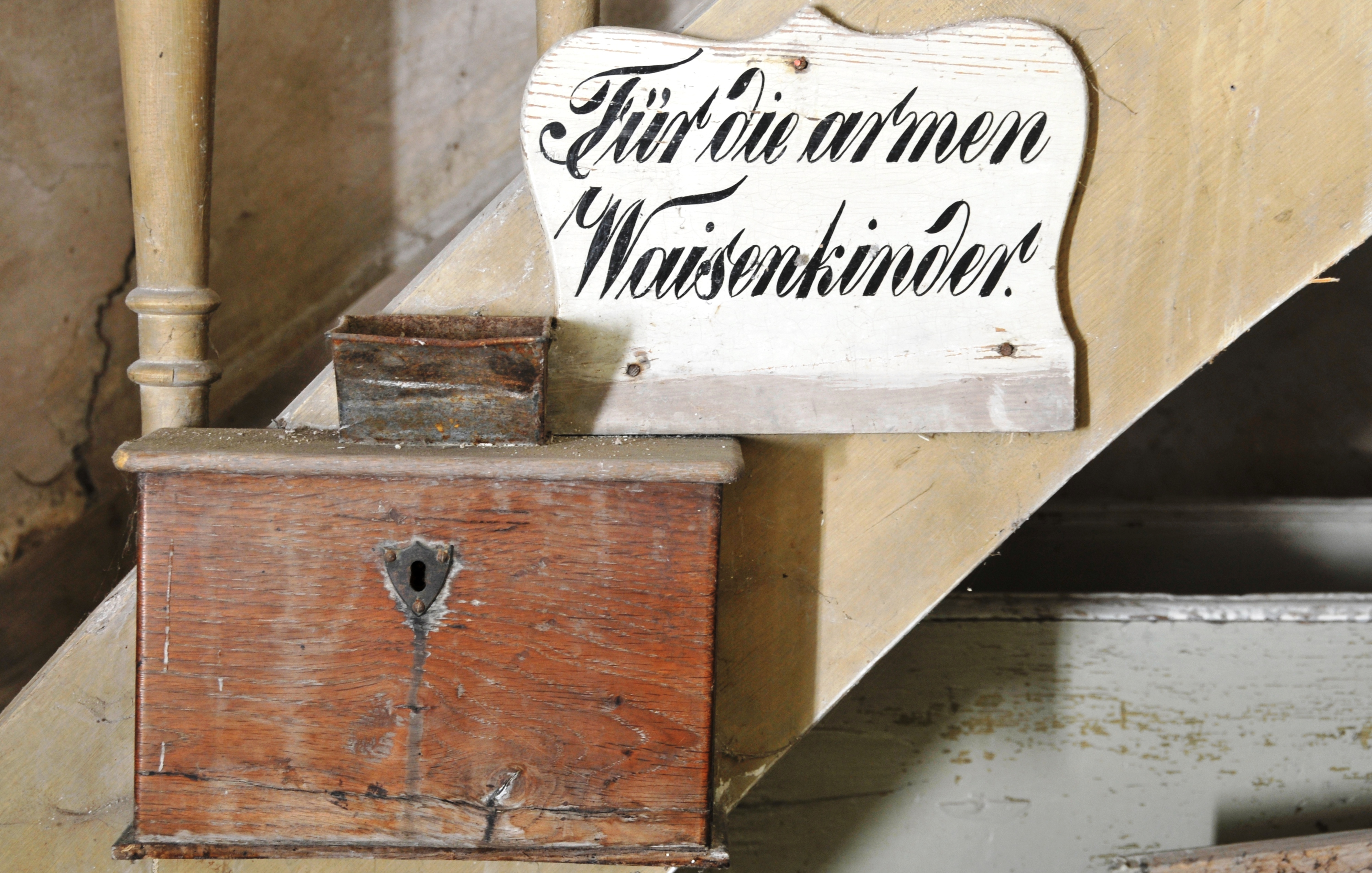
Alter Opferstock

### Kanzel
Die Kanzel befindet sich, wie üblich, an der Südseite des Kirchenschiffs, auf der „Epistelseite“. Die Kanzel wird von einem Pfeiler gestützt, lehnt an der Wand, stammt aus dem 17. Jahrhundert, ist aus Holz im Renaissancestil geschaffen und mit einem 1850 erneuerten Schalldeckel versehen. Drei der sechs sichtbaren Seiten des Kanzelkorbs tragen auf ihren Flächen die christlichen Symbole Christusmonogramm, das Nomen sacrum IHS und „Alpha und Omega“. Die übereinander geschriebenen griechischen Buchstaben X und P, etwa ☧ sind die griechischen Anfangsbuchstaben von Christus. Das Nomen sacrum besteht aus den ersten drei Buchstaben des griechischen Namens für Jesus „Ι Η Σ Ο Υ Σ“. Α und Ω, der erste und der letzte Buchstabe des klassischen griechischen Alphabets, sind ein Symbol für Anfang und Ende, damit für das Umfassende, für Gott und insbesondere für Christus als den Ersten und Letzten.
Der Schalldeckel über dem Kanzelkorb ist mit zwei Eisenstangen am unteren Rand des Tonnengewölbes befestigt. Die Unterseite ziert das Bild einer Friedenstaube, Symbol für den Frieden Gottes mit den Menschen und Symbol des Heiligen Geistes. Der Schalldeckel trägt ein Eisengeflecht, das eine Krone darstellen soll anstelle der häufig anzutreffenden Christusfigur.
An verschiedenen Stellen der Verkleidung des Aufgangs zur Kanzel ist der Lack etwas entfernt, wodurch die darunter liegende Bemalung zu sehen ist. Auch einige Sitzbänke in der Kirche haben diese Merkmale.
Heute wird die Kanzel für ihren ursprünglichen Zweck, die Predigt des Geistlichen, nicht mehr benutzt.

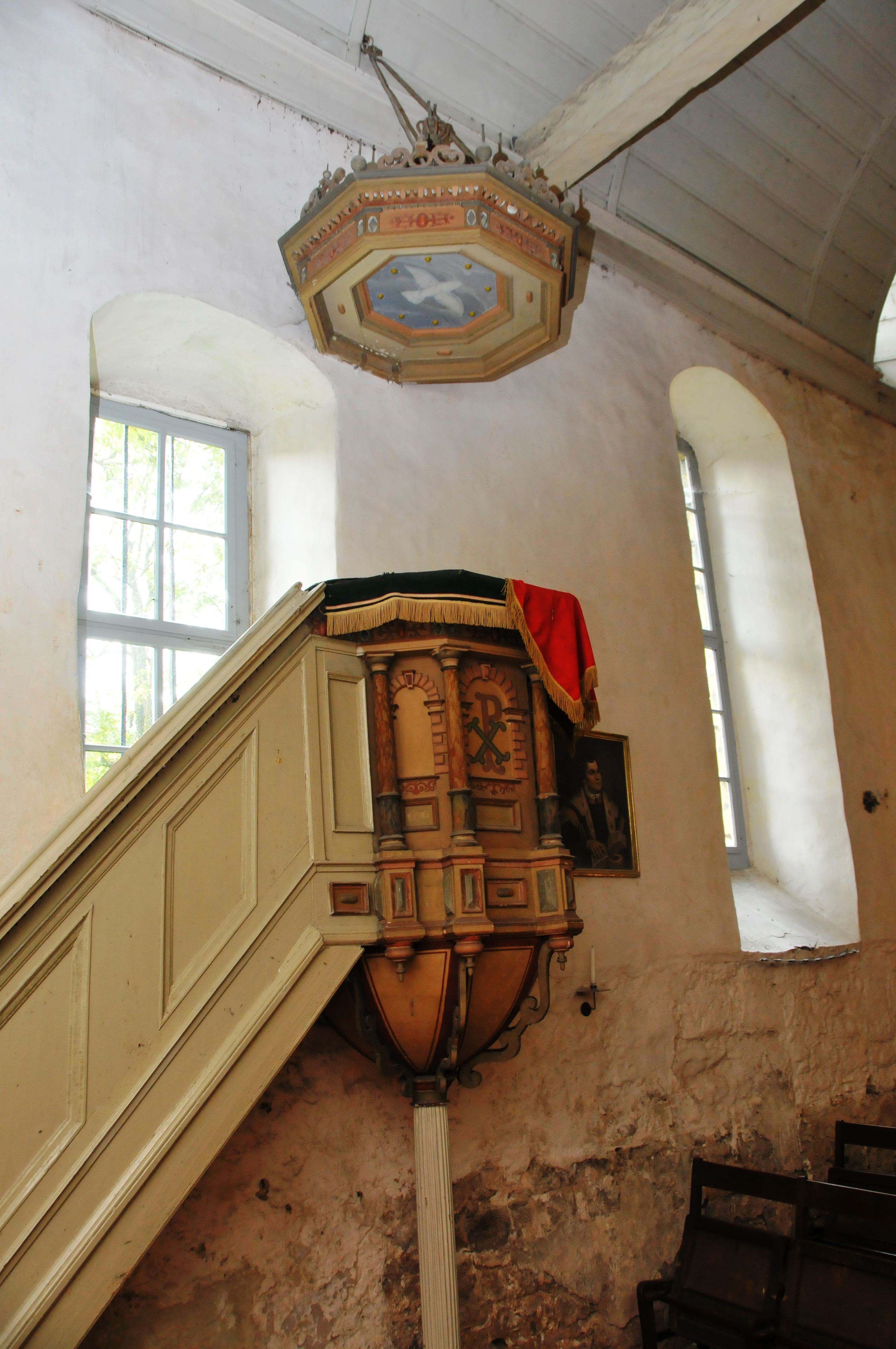
Kanzel mit Treppenaufgang und Schalldeckel
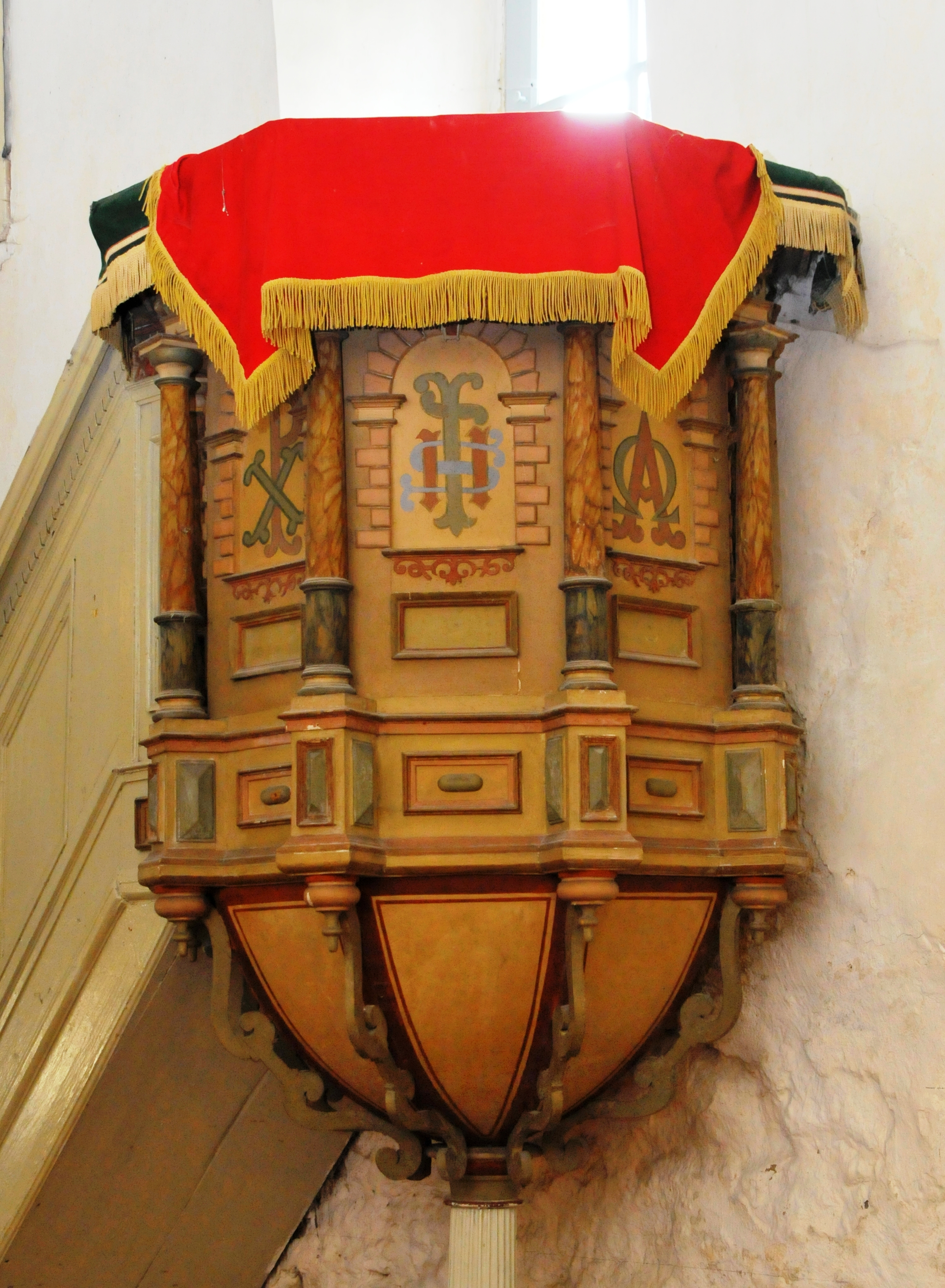
Kanzelkorb
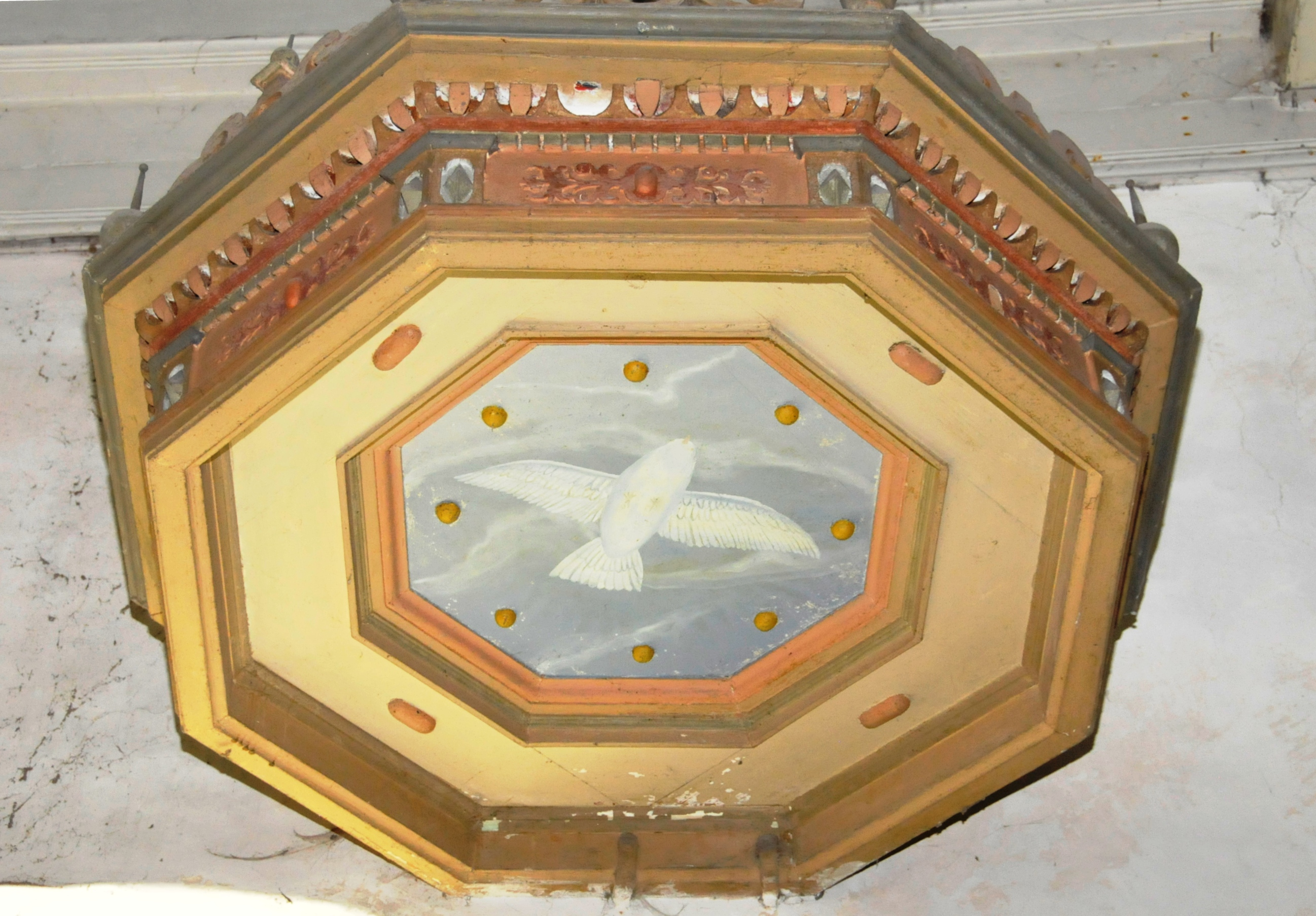
Schalldeckel mit Friedenstaube
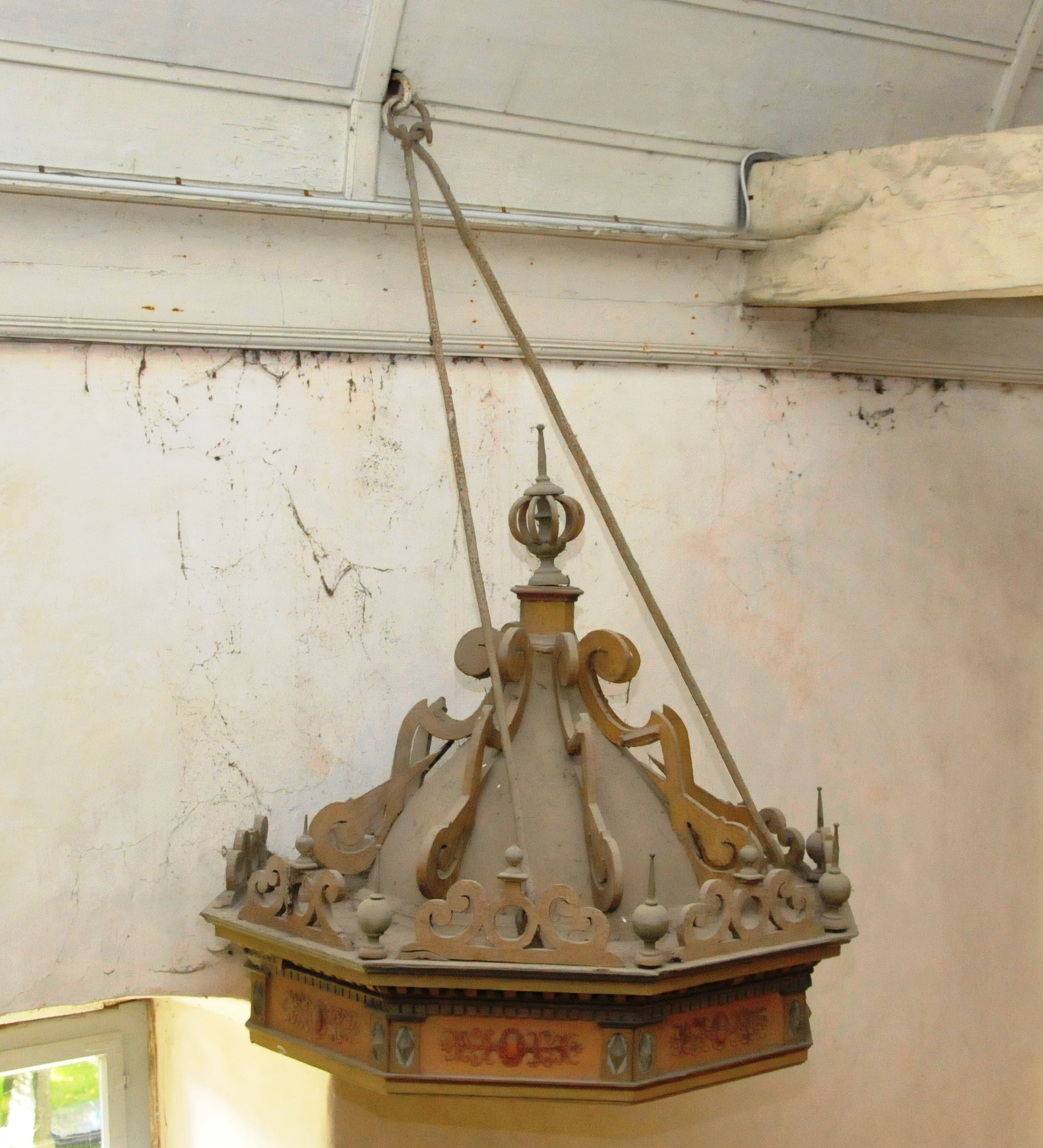
Schalldeckel von oben
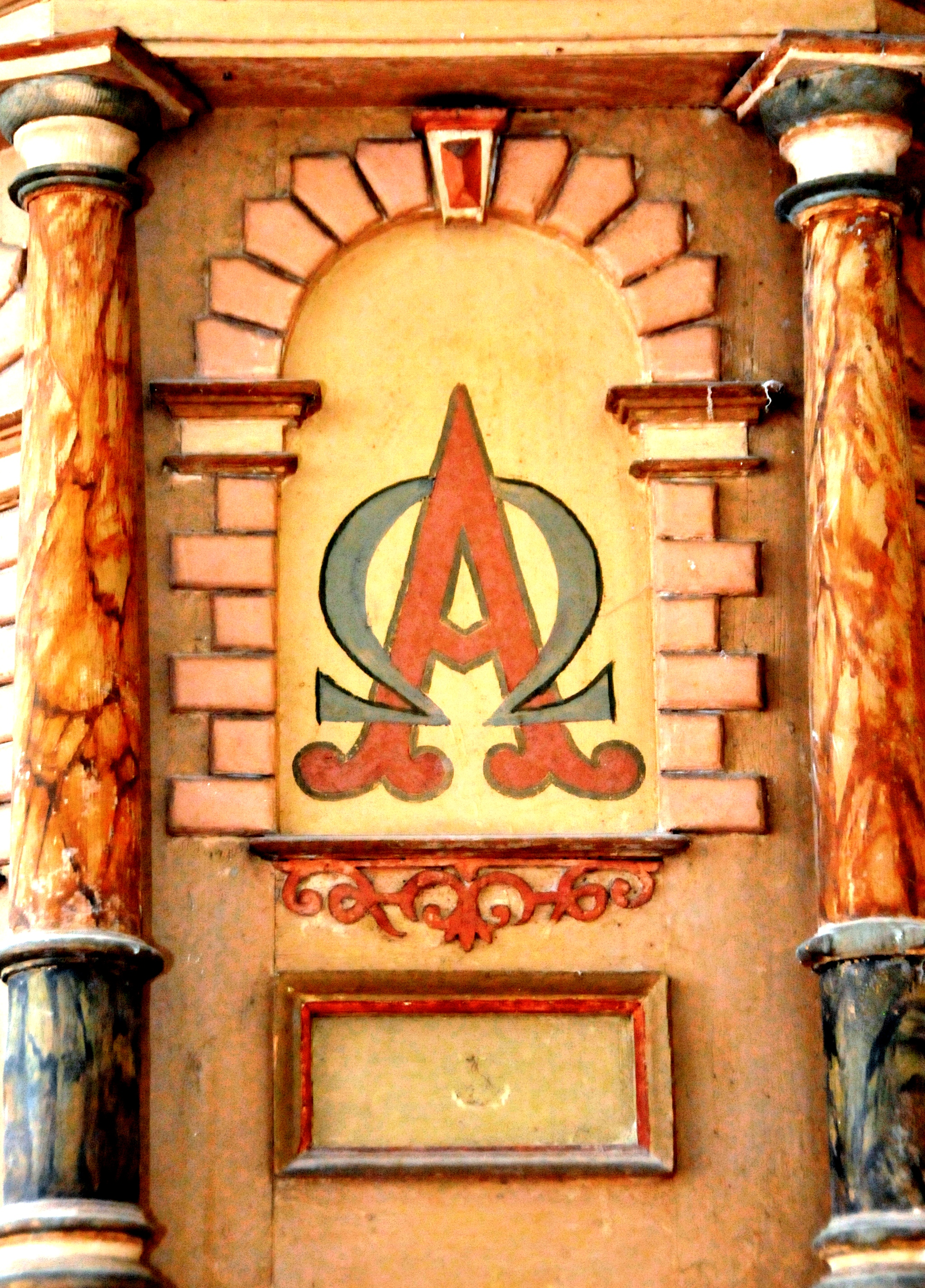
Kanzelkorb-Fläche mit Alpha und Omega
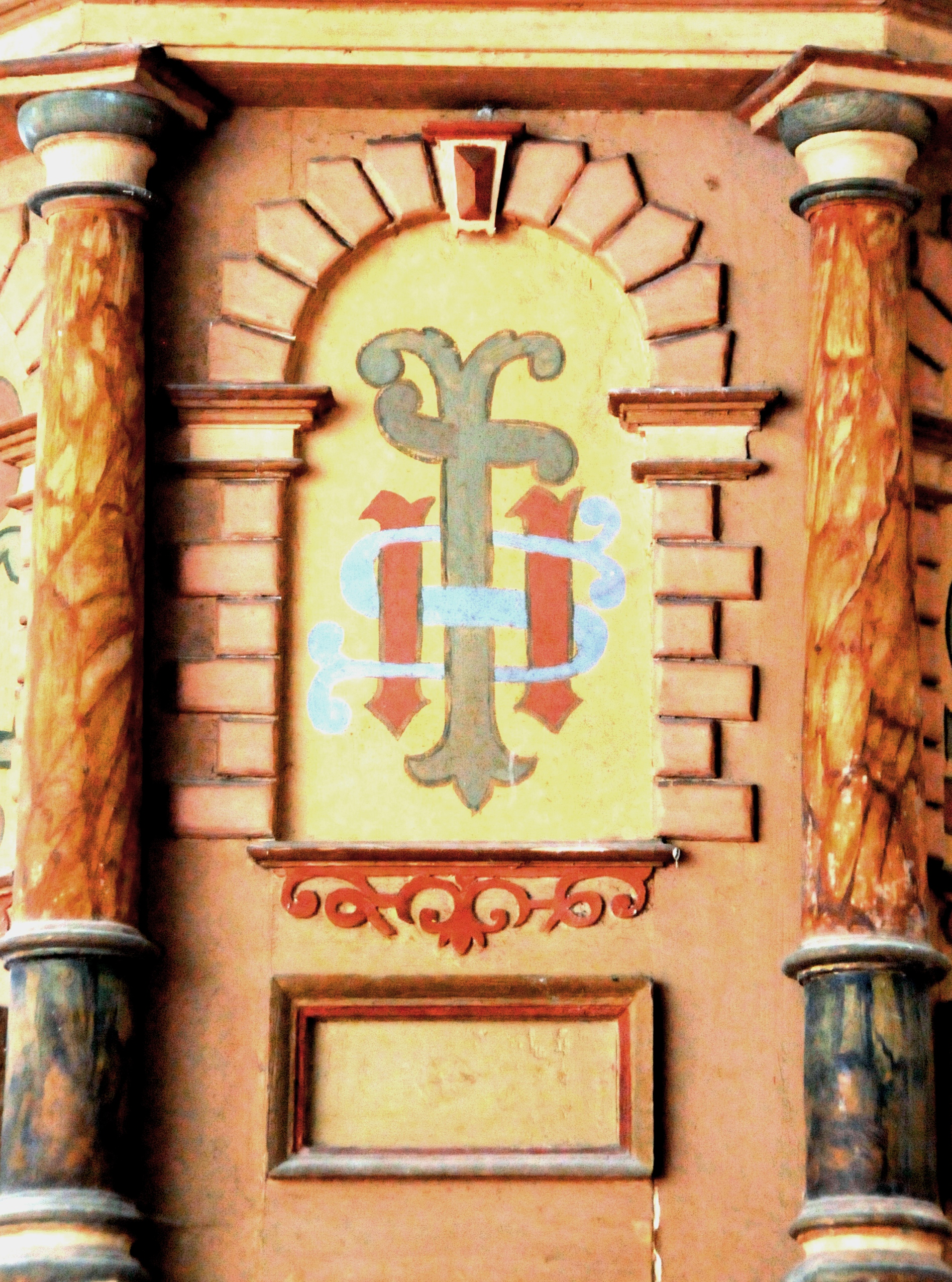
Kanzelkorb-Fläche mit IHS
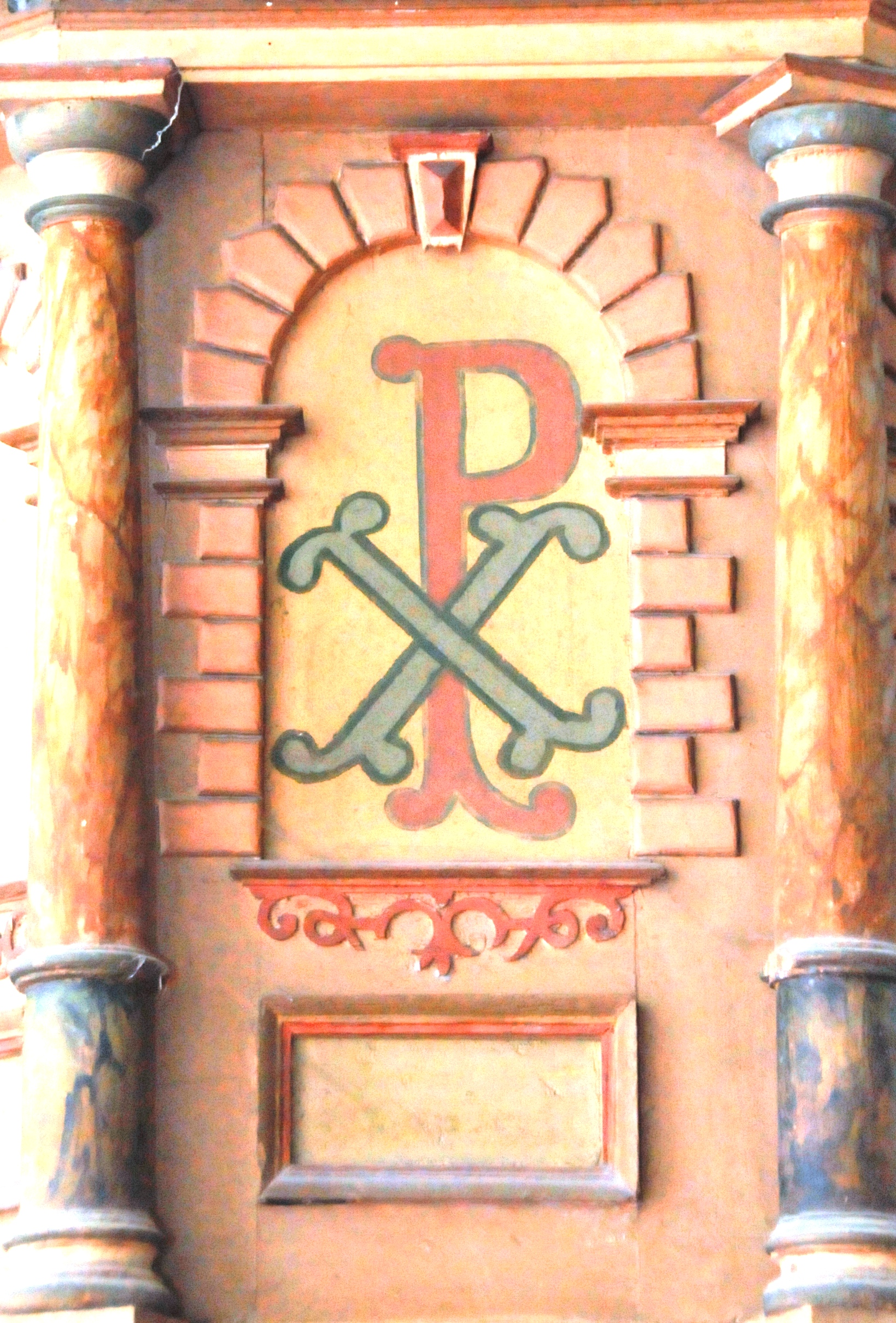
Kanzelkorb-Fläche mit PX

### Orgel
Zur Inneneinrichtung zählt die Orgel. Laut Kirchenbuch wurde im Jahre 1720 eine neue Orgel eingebaut, wozu die Gemeinde 180 (Währung unbekannt, vermutlich Gulden) bezahlt hat. Die gleiche Quelle gibt an, dass die Orgel aus den Mitteln der Gemeinde in den Jahren 1824/25, 1828, 1847 und 1871 (?) repariert wurde. 1863 wurde für 500 Taler eine neue Orgel angeschafft, die noch heute in der Kirche steht. Sie hat zwei Manuale, Pedal und 12 Register. Unbekannt sind der Orgelbauer und die Zahl der Pfeifen, die sichtbaren Pfeifen haben keine musikalische Funktion. Im Jahre 1962 erhielt die Orgel einen neuen Motor.

## Turm
Der Turm mit quadratischer Grundfläche und einer Seitenlänge von 7,8 m steht auf der Westseite des Langhauses. Der Turm wurde 1778 repariert. 1887 wurde die Kirche, besonders der Turm, umfänglich restauriert. in den Aufzeichnungen des Pfarrers A. Pfeiffer im Kirchenbuch von 1965 ist vermerkt, dass das Turmdach im Jahre 1966 neu beschiefert werden soll.

### Glocken und Turmuhrwerk

#### Glocken
- Die ältesten Glocken stammten aus den Jahren 1669 und 1657 und enthielten folgende Inschrift(en):

- Die große Glocke von 1669: Sie wurde am 26. Juli 1874 in der Cobstädter Kirche ersetzt.

- Die kleine Glocke von 1657:

- Am 29. Juli 1894 erhielt die Kirche zwei neue Glocken. Die Glocken wurden mit Hilfe zweier Spenderfamilien (Schultheiß Prauße und Frau Emilie Altenburg) kostenlos vom Bahnhof Wandersleben abgeholt, während gleichzeitig ein Monteur aus Leipzig anreiste. Zum Fest des Glockenwechsels gab es mit den alten Glocken nochmals ein Abschiedsgeläut. Nachdem der Männergesangverein unter der Leitung des Lehrers Rohbock den Ambrosianischen Lobgesang vorgetragen hatte, gefolgt vom Weihegebet, dem Vaterunser und dem Segen, wurden die beiden Glocken noch am gleichen Tag feierlich hochgezogen. Der Zimmermann Emil Zeitsch aus Grabsleben hatte den Glockenstuhl hergestellt. Nun begab sich der Festzug ins Dorf, um nach 1½ Stunden, als das Einhängen der Glocken beendet war, wieder zurückzukehren. Sodann erklangen die Glocken erstmals, zunächst einzeln und dann zu dritt, mit der alten verbliebenen Glocke zusammen. Obwohl man mit der gesamten Ausführung der Glocken zufrieden war, konnte sich die Gemeinde nicht damit abfinden, dass die Glocken wegen Konstruktion der Aufhängung nicht im Takt geschlagen werden konnten. Daher hat man im Jahre 1895 die Konstruktion der Aufhängung der mittleren Glocke geändert. Sie bekam runde statt Zapfenlager. Allerdings war der erwünschte Effekt nicht eingetroffen. Die Glocken konnten nur in sehr schnellem Tempo taktmäßig geläutet werden. Dieser Mangel wurde im folgenden Jahr behoben, so dass die Glocken in beliebig schneller Folge taktmäßig geläutet werden konnten. Der finanzielle Aufwand für die neuen Glocken betrug 2.200 Mk. Mit der Beschaffung des neuen Geläuts wurde auch eine seit vier Jahren ruhende Sitte wieder eingeführt, das Mittagsläuten. Dafür musste in Rücksicht auf die Mehrbelastung auf die Wiedereinführung des Abendgeläuts verzichtet werden.[2]
- Im Jahre 1917 wurden zwei der drei Bronzeglocken zu Kriegszwecken abgegeben.[2]
- Im Jahre 1932 stifteten lt. Glockeninschrift Hugo und Ida Stichling, geb. Henkel, die neue kleine Glocke aus der Erfurter Glockengießerei Kurt Wettrien.
- Im Jahre 1939 wurden erneut zwei Glocken zu Kriegszwecken abgegeben, während die dritte, verbliebene, älteste Glocke bleiben konnte, da sie von Stichlings gestiftet worden war.[2]
- Am 26. Dezember 1961 erfolgte die Weihe von zwei neuen Stahlgussglocken durch den Landesbischof Moritz Mitzenheim. Beide Glocken wurden durch die Glockengießerei Schilling und Lattermann in Apolda hergestellt. Die große Glocke mit dem Ton b hat ein Gewicht von 530 kg und einen Durchmesser von 108 cm. Die kleine Glocke tönt in es, wiegt 210 kg und misst 79 cm im Durchmesser. Die Kosten der beiden Glocken beliefen sich auf 2.000 DM.
- Die große Glocke trägt auf der Glockenschulter die Worte „O Land, Land, Land, höre des Herrn Wort“, außerdem die Jahreszahl 1961 und ein Kreuz, die kleine die Inschrift: „Fürchte dich nicht, du kleine Herde“ und die Jahreszahl 1961. Die dritte, im Glockenstuhl mittlere Glocke,  trägt die Inschriften: an der Schulter: „Friede auf Erden“. Darunter: Die Zeichen PX und ΑΩ, darunter: „Ich lebe und sterbe für meine Gemeinde“.

#### Uhrwerk
- Im Jahre 1875 wurde durch die Fa. Friedrich Kühn & Sohn aus Gräfenroda ein neues Uhrwerk mit schweren Gewichten aus Stein eingebaut.[5] Da heute die Turmuhr und das Schlagwerk der Glocken elektrisch betrieben werden, hat das historische Uhrwerk nur noch musealen Wert.
- Im Jahre 1962 erhielt das Geläut eine neue Läutemaschine.[2]

Uhrwerk und Glocken
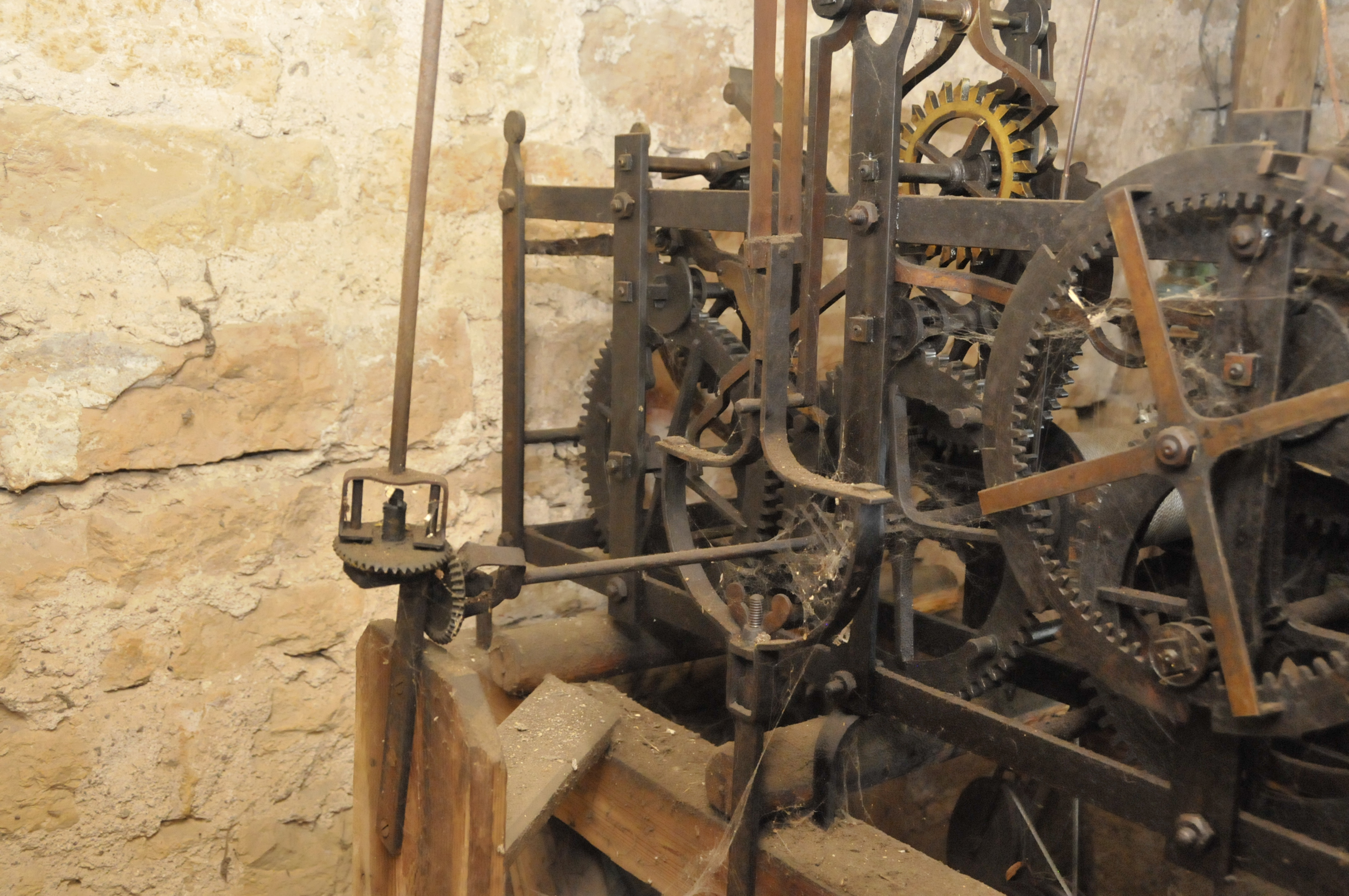
Uhrwerk
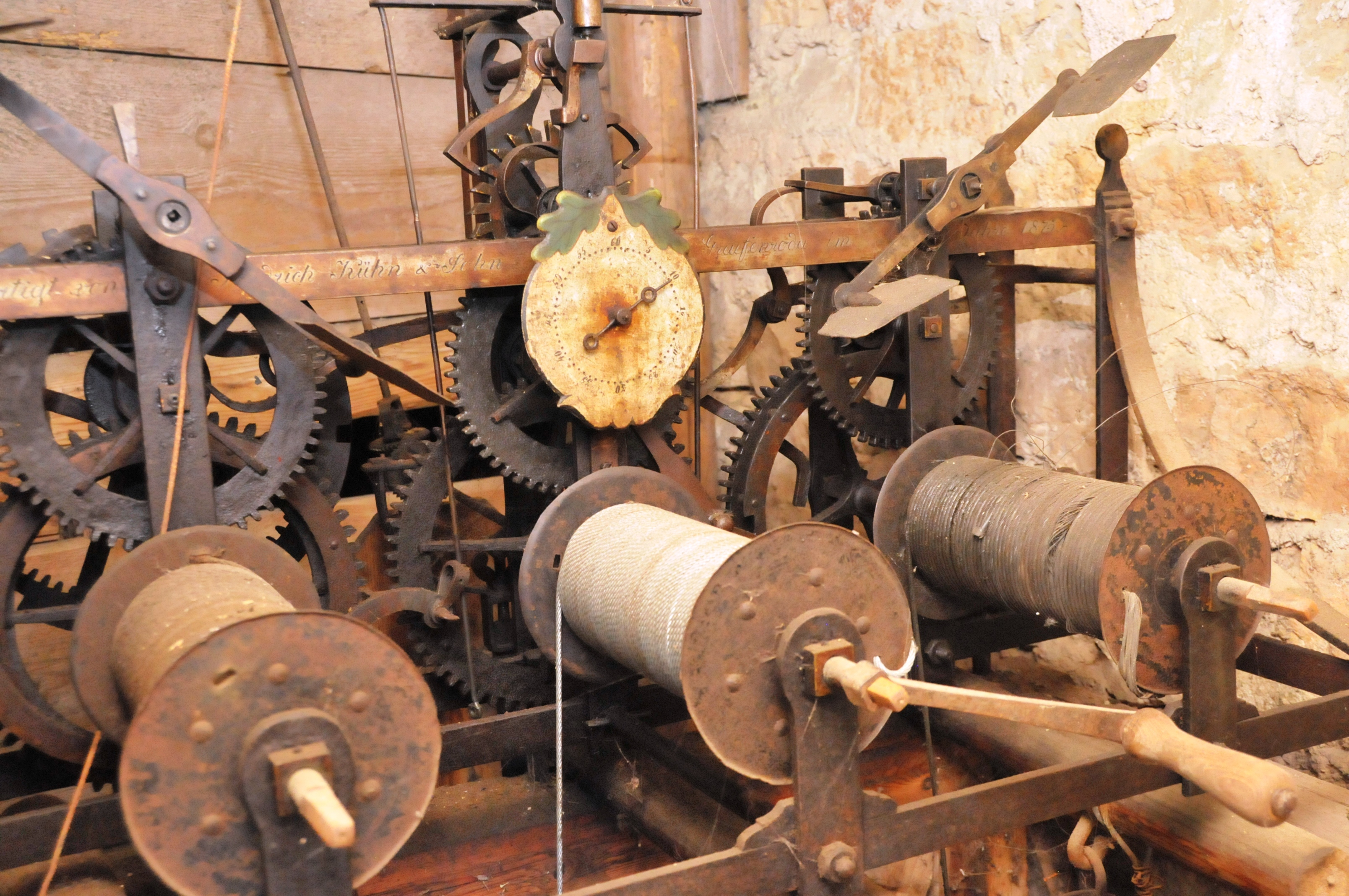
Uhrwerk
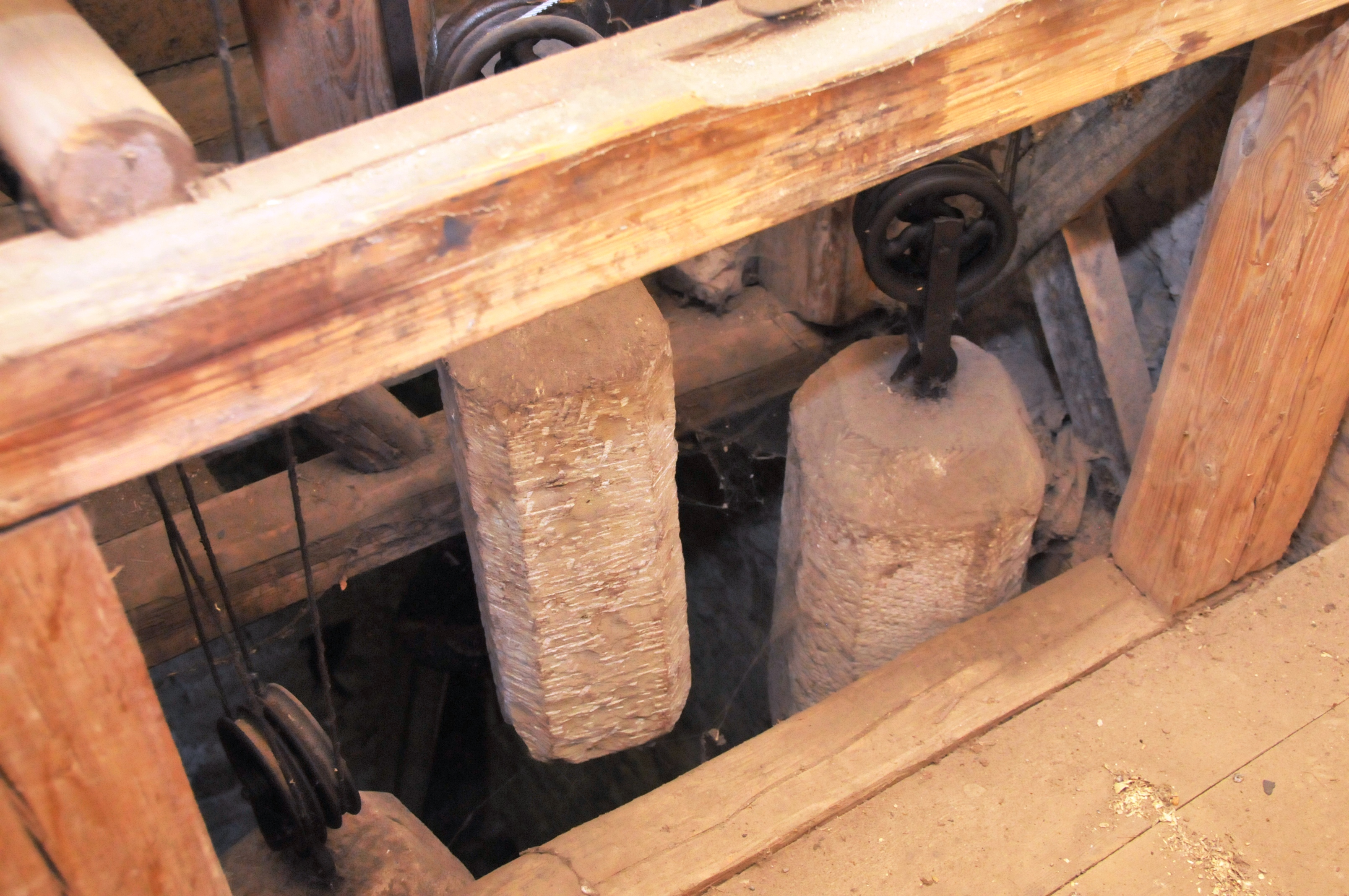
Gewichte
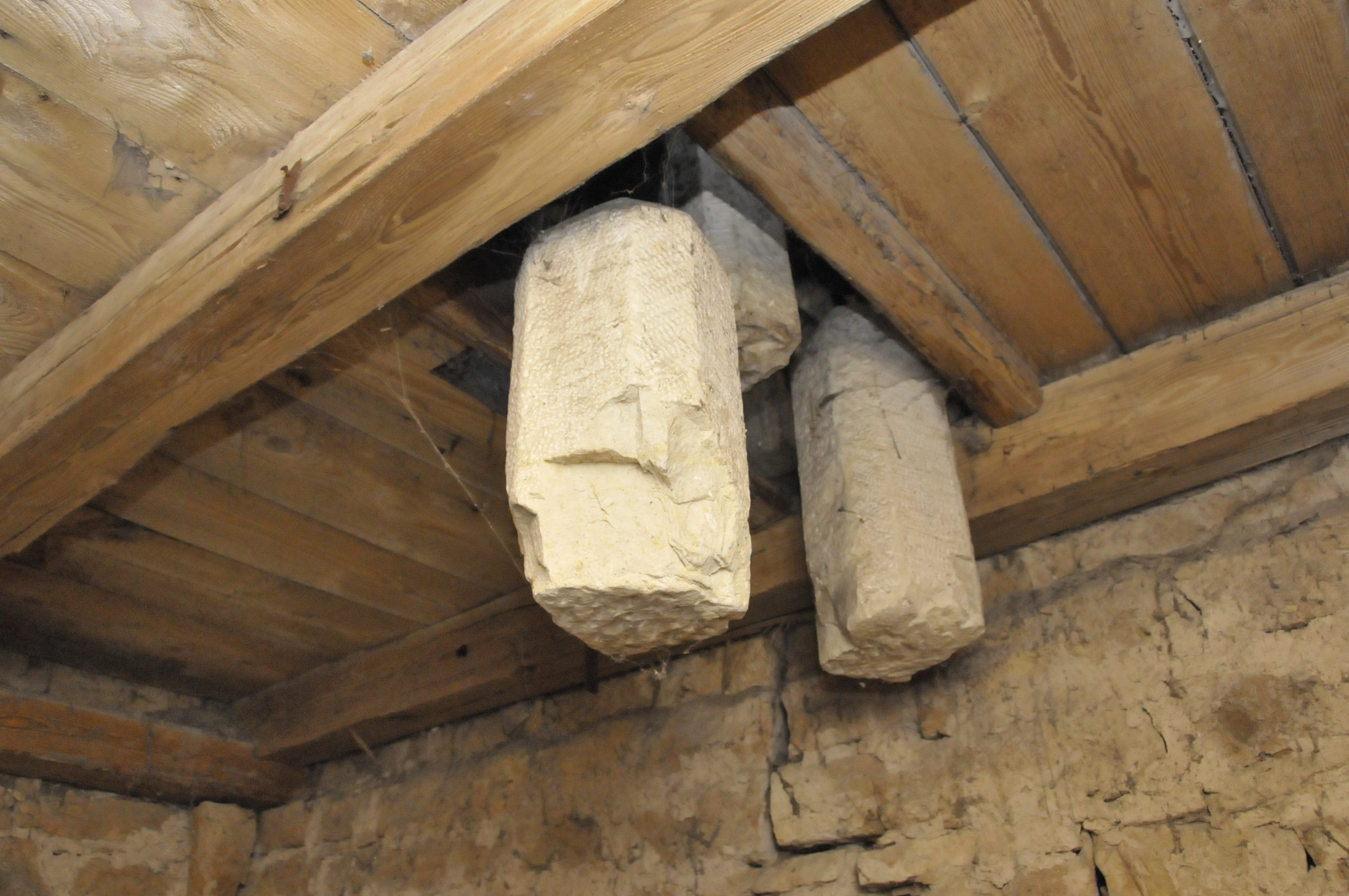
Gewichte
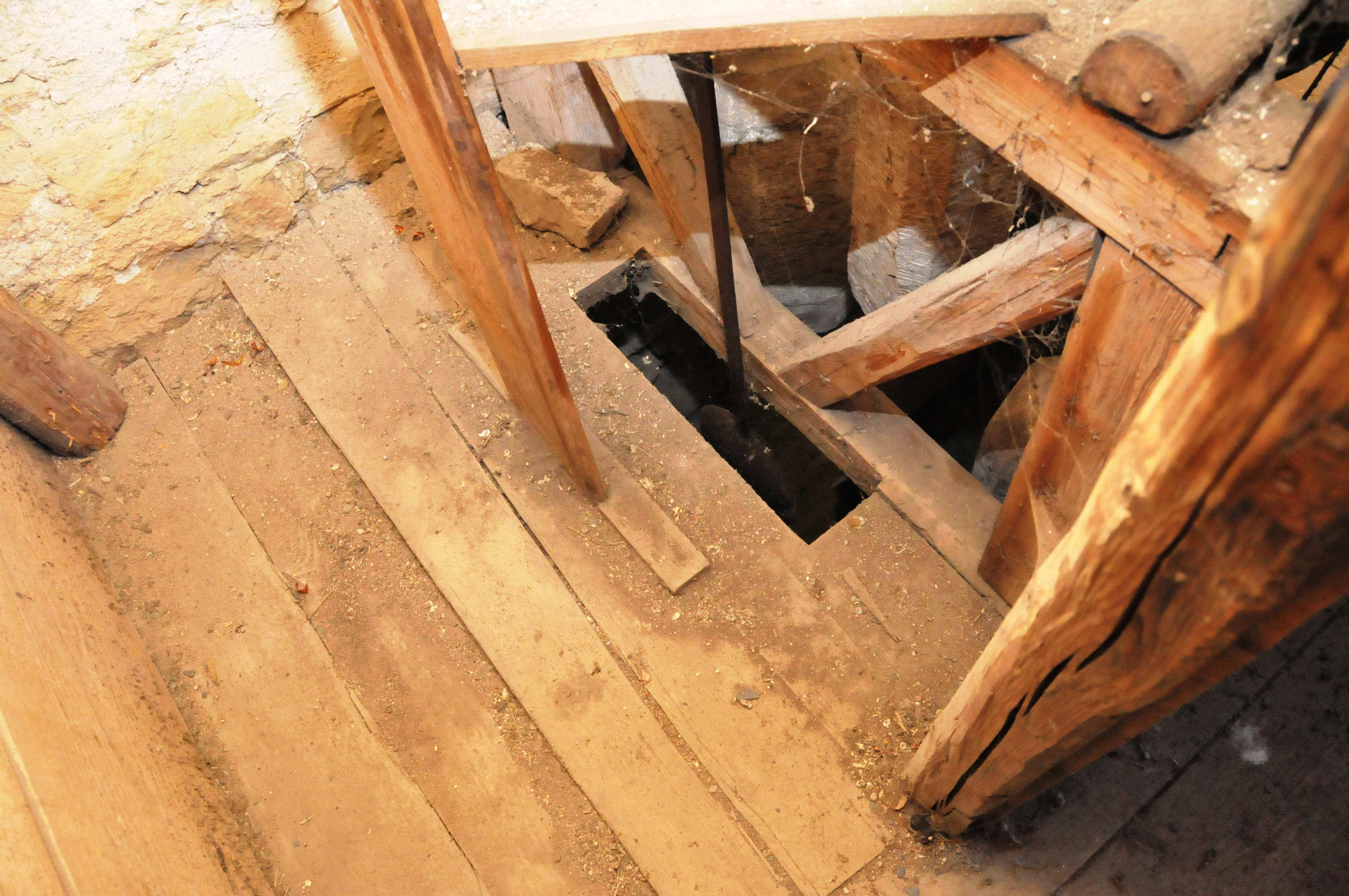
Pendelschlitz
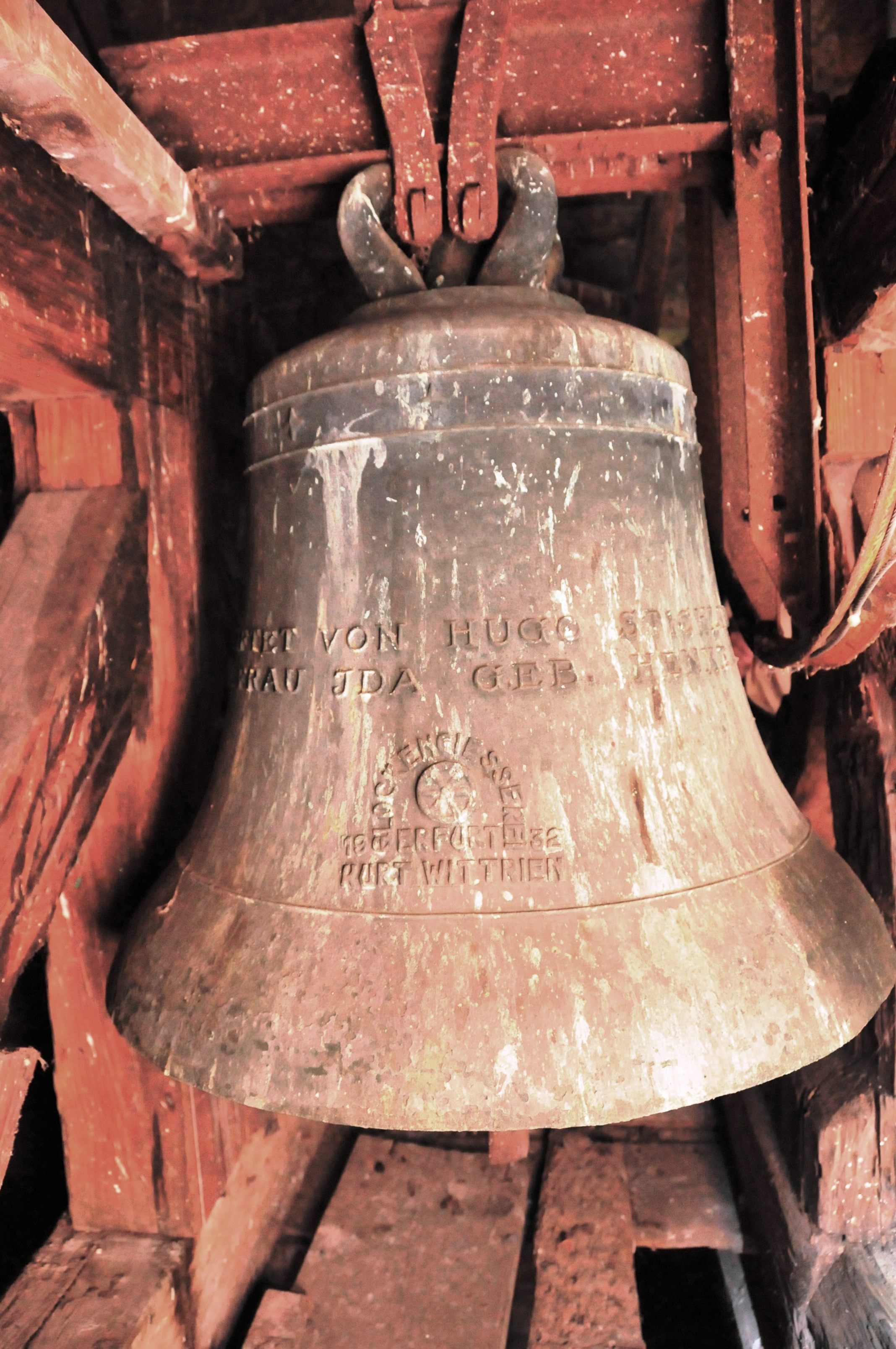
Kirchenglocke von Stichlings aus der Gießerei Kurt Wettrien in Erfurt
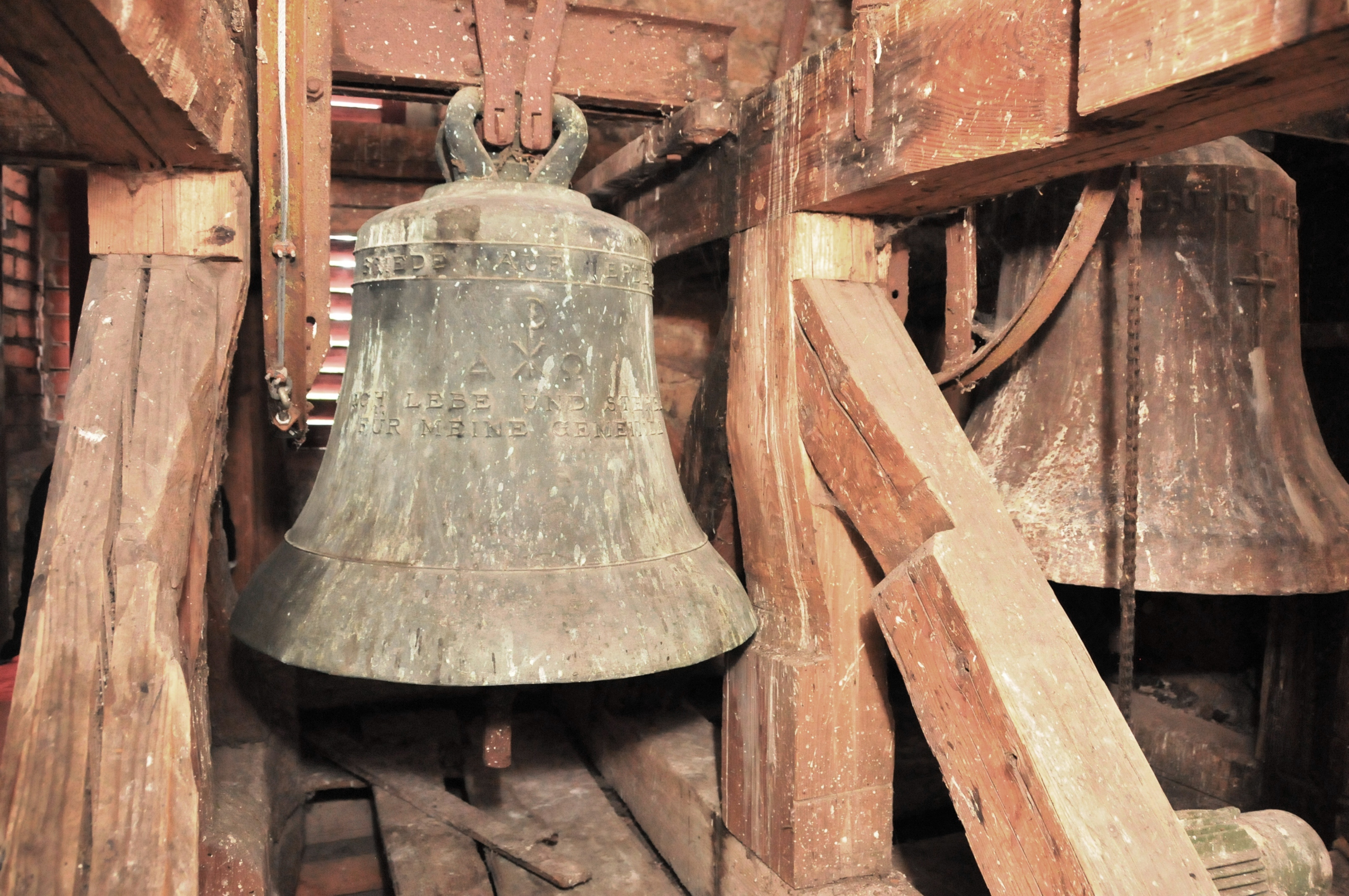
Kirchenglocke mit Inschrift: Friede auf Erden. Darunter: Die Zeichen PX und ΑΩ, darunter: Ich lebe und sterbe für meine Gemeinde.
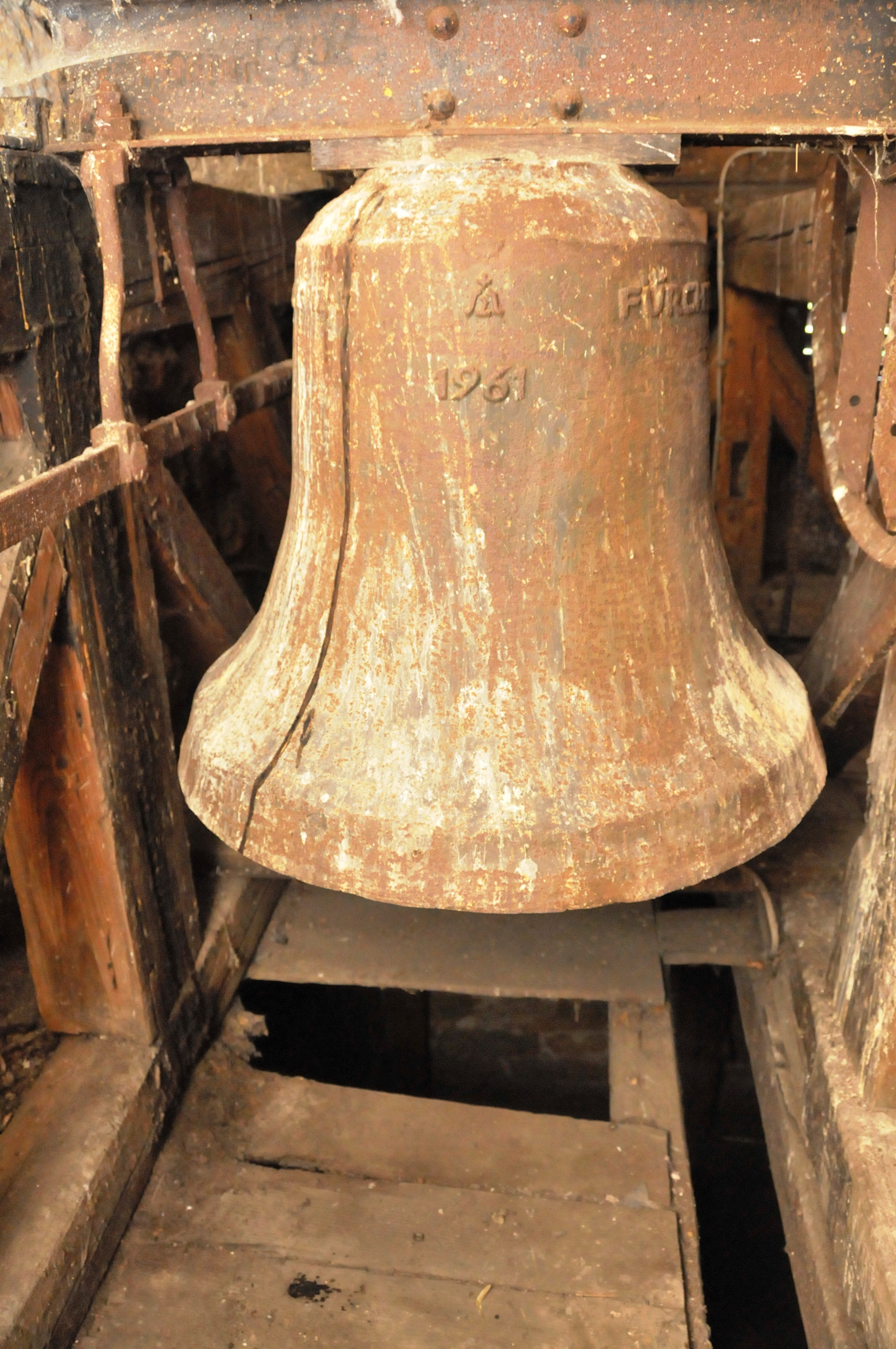
Kirchenglocke von 1961

### Sonstiges
Weiterhin finden sich
- ein einfacher Tischaltar. Für diesen oder einen seiner Vorgänger wurde im Jahre 1895 eine violette Bekleidung angeschafft, für deren Kosten man zwei Jahre gesammelt hatte. Nun hatte man Bekleidungen in sämtlichen liturgischen Farben.
- ein achteckiges, pokalförmiges, hölzernes Taufbecken aus der Renaissance, an dessen Schaft geschnitzte Engelsköpfe angebracht sind.
- ein Luther-Gemälde neben der Kanzel. Die Dorfchronik erwähnt 1895 ein weiteres Bild daneben. Philipp Melanchthon darstellend; die beiden Bilder wurden in besagtem Jahr an die gegenüber liegende Wand umgehangen. Das Melanchthon-Bild ist verschwunden.
- ein alter Opferstock an der ersten Empore
- ein schönes Kirchenfenster mit einer Lutherrose

In den Quellen aufgeführt, aber verschollen sind:
- das o.a. Melanchthon-Bild und ein Bild, einen Hebräerbrief darstellend.
- ein Schwarzes Brett an der Wand in der Nähe des Taufbeckens[2]
- ein gusseiserner Kronleuchter aus der 1. Hälfte des 17. Jahrhunderts
- eine Weinflasche von 1768 mit Schraubdeckel
- eine Weinkanne in Seidelform von 1799
- ein zinnerner Kelch für Kranke von 1717
- ein weiterer Kelch von 1720 aus vergoldetem Silber von einem Gothaer Goldschmied.[2]

## Friedhof

### Grabplatten

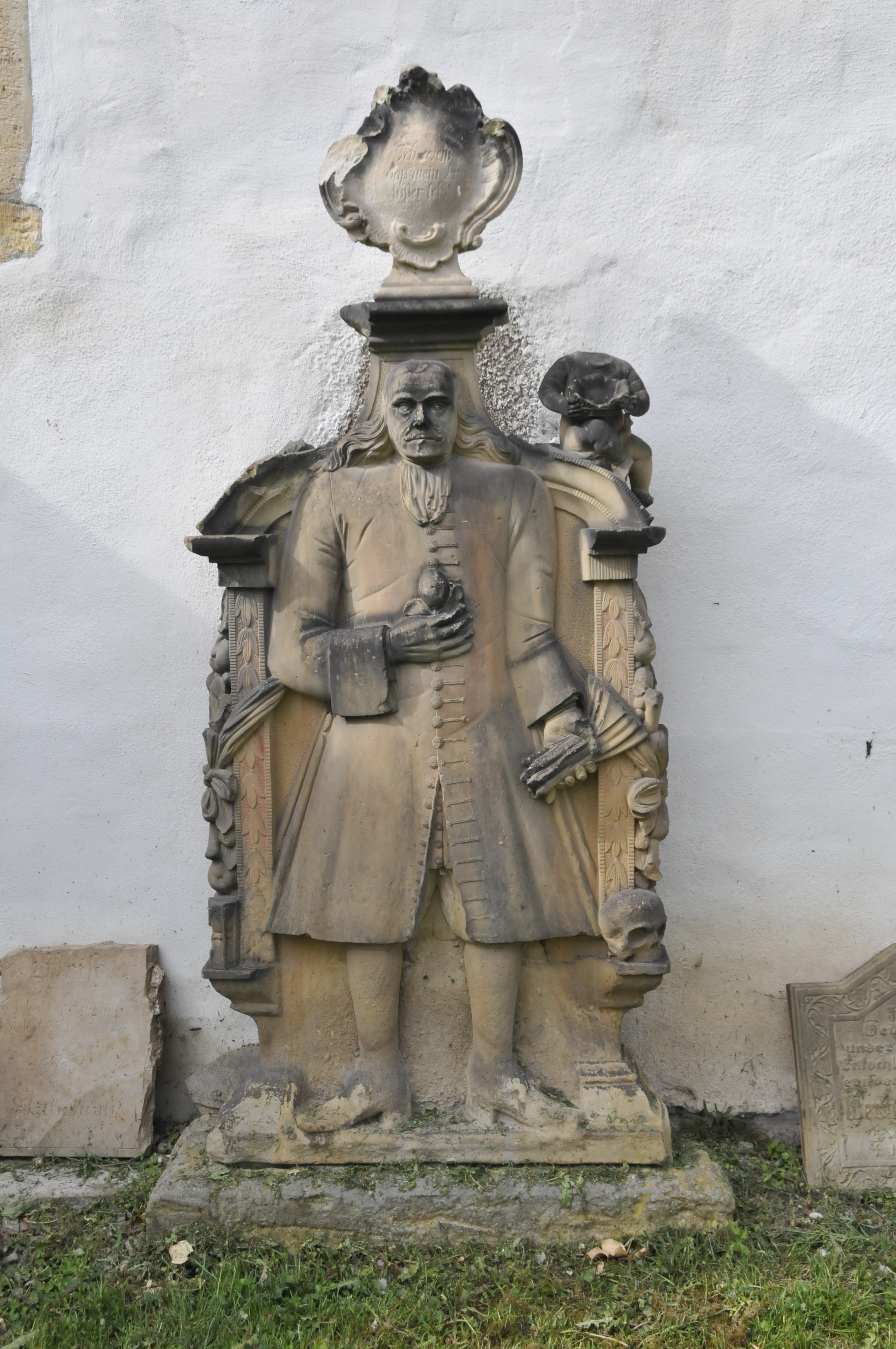
Grabplatte des „Magisters“ an der Kirchenmauer

Auf dem Kirchhof, an der Kirchenmauer anlehnend, befinden sich sieben sandsteinerne Grabplatten aus der Mitte des 18. Jahrhunderts. Zwei davon sind recht gut erhalten, die Inschriften der anderen fünf sind verwittert.
- Eine davon ist etwa 1,50 m hoch. Sie stammt etwa von 1760 und zeigt einen alten Mann mit kleinem Kopf auf breiten Schultern, mit kahlem Schädel und seitlich schulterlang herab fallenden Haaren. Die Stirn liegt in Falten, der Blick ist durchdringend, die Oberlippe des schmallippigen Mundes trägt einen schmalen Schnauzbart mit leicht gezwirbelten Enden, an der Unterlippe „hängt“ mittig ein schmaler Kinnbart. Der Mann trägt über einem etwa hüftlangen Unterkleid einen langen, vielknöpfigen Rock (etwa 25 Knöpfe in einer Reihe) in Magister-Tracht. Er trägt ein Halstuch der damaligen Mode. Die rechte Hand ist vor der Brust gehalten und trägt eine Pflanze, in der herabhängenden Linken sind ein Paar Handschuhe. Insgesamt ist die Darstellung sehr realistisch. Dem Zeitgeist des 18. Jahrhunderts entsprechend, handelt es sich um die lebensnahe Darstellung eines bekannten Menschen (z. B. ein Lehrer, Notar o. ä.), dessen Name auf der Grabplatte nicht genannt zu werden brauchte. Die Gestalt steht vor einer Rückplatte, die als Schweifbogennische gedacht ist, deren Pilaster mit Blumengehängen besetzt ist. Davor stehen auf vortretenden Sockeln links eine Sanduhr (Stundenglas) und rechts ein Totenkopf, Symbole für die Vergänglichkeit des Lebens (siehe Sanduhr und Totenkopf als Sinnbilder der Vergänglichkeit).

Das Epitaph wird gekrönt von einem schalenförmigen Relief, in das die Worte eingemeißelt sind: „Ich weiß dass mein Erlößer lebt“. Links und rechts in Schulterhöhe des Mannes standen früher je eine Urnen tragende Putte, von denen die eine heute fehlt, die andere stark beschädigt ist.
- Eine weitere Grabplatte zeigt eine Bäuerin mit einem Wickelkind im Arm, lt. Lehfeldt ein in der Gegend häufig vorkommendes Motiv. Auch dieser wie einige weitere Grabsteine, deren Inschriften jedoch nicht mehr zu erkennen sind, stammen vermutlich aus dem 18. Jahrhundert.

### Leichenhaus
Am westlichen Ende des südlich und westlich neben der Kirche liegenden Friedhofs steht ein Leichenhaus, das jedoch für seinen ursprünglichen Zweck nicht mehr benutzt wird. Derzeit (August 2017) birgt es zwei historische Totenbahren und vier Holzböcke, auf denen zwei Särge ruhen können. Im Fond des kleinen Gebäudes ist ein rundes Fenster mit einer Bleiverglasung.

### Grabflächen
Neben den normalen Grabflächen weist der Friedhof auch eine durch zwei niedrige Buchsbaumhecken begrenzte Grünfläche für anonyme Bestattungen aus.

## Pfarrhaus
Als Pfarrhaus dient seit etwa dem 18. Jahrhundert das Gebäude südlich des Friedhofs. Eine wesentlich ältere Mauer, heute Teil der Pfarrhausmauer, war vermutlich ehedem ein Teil der Friedhofsmauer. Im Jahre 1962 erfolgte die Umschaltung der Stromversorgung von 110 V auf 220, gleichzeitig wurde im Gemeindesaal des Pfarrhauses ein elektrischer Heizofen aufgestellt und das dortige Gestühl auf 30 Sitzplätze erhöht. Im Jahre 1975 befand sich das Pfarrhaus lt. Pfarrbuch in keinem guten Zustand und beherbergte vier Familien. Im gleichen Jahr wurde es mit einem Kostenaufwand von 8.500 Mark renoviert, das Dach völlig erneuert, eine Beleuchtung ins Waschhaus gelegt, zehn neue Fenster eingebaut und "die Jauchegrube mit der Kanalisation des Ortes verbunden". Außerdem wurde der Gemeindesaal und eine Wohnung renoviert.